# Liste der Baudenkmale im Dortmunder Stadtbezirk Innenstadt-West
Die Liste der Baudenkmale im Dortmunder Stadtbezirk Innenstadt-West enthält die denkmalgeschützten Bauwerke auf dem Gebiet des Stadtbezirks Dortmund-Innenstadt-West in Nordrhein-Westfalen (Stand: 25. Januar 2025). Diese Baudenkmäler sind in der Denkmalliste der Stadt Dortmund eingetragen; Grundlage für die Aufnahme ist das Denkmalschutzgesetz Nordrhein-Westfalen (DSchG NRW).

Baudenkmäler sind „Denkmäler, die aus baulichen Anlagen oder Teilen baulicher Anlagen bestehen.“ Die Denkmalliste der Stadt Dortmund umfasst im Stadtbezirk Innenstadt-West 246 Baudenkmäler.
Weiterhin sind die mittelalterliche Stadtbefestigung, der Alte Marktbrunnen auf dem Alten Markt und die Spitzkegelhalden Ecke Hallerey/Höfkerstraße als Bodendenkmäler in Teil B sowie die historischen Mobiliare der Victoria-Apotheke in Wuppertal wie der Löwen-Apotheke in Remscheid im Apothekenmuseum in der Adler Apotheke und der Straßenbahntriebwagen Nr. 292 mit Beiwagen 712 am Dorstfelder Hellweg 3 als bewegliche Denkmäler in Teil C der Denkmalliste der Stadt Dortmund eingetragen. Außerdem ist neben den unten aufgeführten 70 einzelnen Baudenkmälern in der Siedlung Oberdorstfeld die Siedlung selbst mit ihren 510 Gebäuden als Denkmalbereich in Teil D der Denkmalliste eingetragen.
Der Stadtbezirk Innenstadt-West umfasst den historischen Stadtkern, den innerstädtischen Bereich westlich davon (Kreuzviertel, Klinikviertel und andere) und den Ortsteil Dorstfeld.

## Liste der Baudenkmäler
Die Liste umfasst, falls vorhanden, eine Fotografie des Denkmals, als Bezeichnung falls vorhanden den Namen, sonst kursiv den Gebäudetyp und die Adresse. Beim jüdischen und Kommunalfriedhof Dorstfeld, beim Westpark sowie beim Südwestfriedhof (hier als Südfriedhof aufgelistet) gibt es eine kurze Übersicht des Denkmalumfangs und der Bauzeit sowie die Eintragungsnummer der Denkmalbehörde. Der Name entspricht dabei der Bezeichnung durch die Denkmalbehörde der Stadt Dortmund. Abkürzungen wurden teilweise zum besseren Verständnis aufgelöst, die Typografie an die in der Wikipedia übliche angepasst und Tippfehler korrigiert.

| Bild | Bezeichnung                                          | Lage                                                          | Beschreibung | Bauzeit | Eingetragen seit | Denkmal- nummer |
| --- | ---------------------------------------------------- | ------------------------------------------------------------- | --- | --- | ---------------- | --------------- |
| weitere Bilder | Wohn- und Geschäftshaus                              | Adlerstraße 99 Karte                                          | Die Fassade greift Formen des Klassizismus und der deutschen Renaissance auf. | 1902 | 1989-02-27       | A 0001          |
| weitere Bilder | Krügerhaus mit Passage                               | Westenhellweg 9 Karte                                         | Das Gebäude wurde 1912 auf dem Grundstück des ehem. Hospitals 'Zum Heiligen Geist' nach Entwürfen der Architekten Hugo Steinbach und Paul Lutter im Stil der Neurenaissance errichtet. Die Westfassade zeigt zu beiden Seiten des Erkers Medaillons mit den Köpfen Gustav Krügers (rechts) und Hugo Steinbachs (links). | 1912 | 1989-07-10       | A 0009          |
| weitere Bilder | Wohnhaus                                             | Lindemannstraße 22 Karte                                      | Das Gebäude wurde 1904 durch den Architekten Wilhelm van Koten mit einer vom Jugendstil inspirierten und Historismusformen aufgreifenden Fassade errichtet und anschließend veräußert. | 1904 | 1989-09-18       | A 0014          |
| BW | Wohnhaus                                             | Friedrichstraße 64 Karte                                      | 1902 errichtetes, dreigeschossiges Wohnhaus im Stile der Neorenaissance. | 1902 | 1989-09-18       | A 0020          |
| weitere Bilder | Oberdorstfeld                                        | Zechenstraße 77 Karte                                         | Das Gebäude wurde 1917 errichtet und gehört zum Haustyp C 7. Anm. 1 | 1917 | 1989-09-18       | A 0021          |
| weitere Bilder | Kampfbahn Rote Erde                                  | Strobelallee 50 Karte                                         | Das Stadion umfasst die Tribüne, die Kampfbahn mit den Rängen, alle Nebengebäude, das südliche Marathontor und die Kassenanlagen im Norden. Es wurde von 1925 bis 1927 unter maßgeblicher Mitwirkung des Stadtbaurates Hans Strobel erbaut. | 1925–1927                                                                                                  | 1989-09-18       | A 0022          |
| BW | Wohnhaus                                             | Redtenbacherstraße 16 Karte                                   | Das Gebäude wurde 1905 zusammen mit Haus 'Redtenbacher Straße 14' erbaut. | 1905 | 1989-09-18       | A 0023          |
| BW | Wohnhaus                                             | Redtenbacherstraße 14 Karte                                   | Das Gebäude wurde 1905 zusammen mit Haus 'Redtenbacher Straße 16' erbaut. | 1905 | 1989-09-18       | A 0024          |
| weitere Bilder | Wohnhaus                                             | Luisenstraße 12 Karte                                         | Das 1910 und 1911 als bürgerliches Wohnhaus von den Architekten F. Meyer und R. Kleffmann errichtete Gebäude ist ein spätes Beispiel einer neubarocken Fassadengestaltung. Es bildet eine stilistische Einheit mit dem Objekt 'Luisenstraße 10'. | 1910–1911                                                                                                  | 1989-09-18       | A 0025          |
| [[Vorlage:Bilderwunsch/code!/C:51.51063,7.45912!/D: Wohnhaus , Luisenstraße 10 Poststraße 30b!/\|BW]]                                                | Wohnhaus                                             | Luisenstraße 10 Poststraße 30b Karte                          | Das bürgerliche Wohnhaus wurde 1910 und 1911 durch den Baumeister F. Meyer und den Architekten R. Kleffmann im Stil des Neubarock errichtet. | 1910–1911                                                                                                  | 1989-09-18       | A 0026          |
| BW | Wohnhaus                                             | Kreuzstraße 97 Karte                                          | Das Gebäude wurde 1909 durch den Dortmunder Architekten Rudolf Winzer erbaut. Seine Jugendstilfassade ist stark von barockem Formengut geprägt. Im Hof befindet sich ein zweigeschossiges Kutscherhaus mit Zierfachwerk im Obergeschoss. | 1909 | 1989-09-18       | A 0027          |
| BW | Wohnhaus                                             | Kreuzstraße 87 Karte                                          | Das 1912 durch den Architekten Heinrich Bußmann errichtete Wohn- und Geschäftshaus ist geprägt vom Reformstil der Zeit nach der Jahrhundertwende. | 1912 | 1989-09-18       | A 0028          |
| weitere Bilder | Löwenhof                                             | Hansastraße 2 Königswall 12 Karte                             | Das Verwaltungsgebäude H. A. Schulte wurde 1912 und 1913 von den Architekten Hugo Steinbach und Paul Lutter im Stil des Neoklassizismus als verkleidete Eisenkonstruktion errichtet. | 1912–1913                                                                                                  | 1989-09-18       | A 0029          |
| BW | Wohn- und Geschäftshaus                              | Große Heimstraße 124–130 Karte                                | Der Gebäudekomplex 'Große Heimstraße 124–130' wurde in den Jahren 1927 und 1928 nach den Plänen des Architekten Friedrich Goebel errichtet. | 1927–1928                                                                                                  | 1989-09-18       | A 0030          |
| BW | Oberdorstfeld                                        | Wittener Straße 222 Karte                                     | siehe Hauptartikel | 1912–1918                                                                                                  | 1989-09-18       | A 0031          |
| BW | Oberdorstfeld                                        | Kometenstraße 12 Karte                                        | siehe Hauptartikel | 1912–1918                                                                                                  | 1989-09-18       | A 0032          |
| BW | Oberdorstfeld                                        | Karlsglückstraße 27 Karte                                     | siehe Hauptartikel | 1912–1918                                                                                                  | 1989-09-18       | A 0033          |
| BW | Wohnhaus                                             | Beurhausstraße 85 Karte                                       | Die Reihenvilla wurde 1907 durch den Dortmunder Architekten Krengel für den Bauunternehmer Göbel errichtet. Die Stuckarbeiten an der Fassade haben eine dem Barock entlehnte und in die Formensprache des Jugendstils übertragene Stilform. | 1907 | 1989-09-18       | A 0034          |
| weitere Bilder | Wohnhaus                                             | Harnackstraße 23 Karte                                        | 1903 als Wohnhaus im Jugendstil durch den Dortmunder Architekten Max Lorf errichtet. | 1903 | 1989-09-21       | A 0041          |
| weitere Bilder | Wohn- und Geschäftshaus                              | Harnackstraße 27 Karte                                        | Das Gebäude wurde 1898 bis 1899 als Wohn- und Geschäftshaus im Stile der Neorenaissance errichtet. Ein Umbau mit Errichtung von Tordurchfahrt und Pferdestall erfolgte 1902. | 1898–1899                                                                                                  | 1989-09-21       | A 0042          |
| weitere Bilder | ehem. Villa                                          | Arminiusstraße 15 Karte                                       | Die ehem. Villa wurde 1906 für den Gutsbesitzer Ch. Krumme durch den Architekten Paul Baumeister unter der Verarbeitung von historischen Formenzitaten der Renaissance (v. a. Giebelgestaltung) und des Barock (Kartuschen am Erker) im Jugendstil erbaut. | 1906 | 1989-09-21       | A 0054          |
| weitere Bilder | Wohn- und Geschäftshaus                              | Brauhausstraße 10 Wißstraße 14–18 Karte                       | Dieser Eckgebäudekomplex an der Südostecke des Hansaplatzes wurde 1905 nach Plänen des Architekten Ernst Marx für die Nordwestdeutsche Bank erbaut und 1922 an der Wißstraße um zwei Achsen erweitert. Der Erweiterungsbau an der Wißstraße stammt aus dem Jahr 1954. | 1905 | 1989-09-26       | A 0067          |
| weitere Bilder | Wohnhaus                                             | Harnackstraße 7 Karte                                         | Das Gebäude wurde 1898 vom Maurermeister und Bauunternehmer Wilhelm Blome mit einer Neorenaissancefassade errichtet. | 1898 | 1989-09-26       | A 0069          |
| BW | Wohnhaus                                             | Hollestraße 17 Karte                                          | Das Gebäude wurde 1911 und 1912 von dem Bauunternehmer Julius Scheele nach einem Entwurf des Bauunternehmers Robert Seidle errichtet. Es handelt sich um einen abstrahierten, wenig ornamentierten Baukörper mit Anklängen an neoklassizistische Formen sowie Elemente des Heimatstiles. Denkmalumfang: Außenarchitektur mit konstruktivem Innengerüst aus der Erbauungszeit. | 1911–1912                                                                                                  | 1989-09-26       | A 0070          |
| BW | Wohnhaus                                             | Hollestraße 27 Karte                                          | Das Wohnhaus wurde 1909 für den Anstreichermeister Wilhelm Knippschild errichtet. | 1909 | 1989-09-26       | A 0071          |
| BW | Wohnhaus                                             | Hollestraße 29 Karte                                          | Das 1910 für Herrn Wilhelm Menke errichtete Wohnhaus besitzt einen polygonalen Erker im neobarocken Stil. | 1910 | 1989-09-26       | A 0072          |
| BW | Wohnhaus                                             | Kreuzstraße 101 Karte                                         | Das Wohnhaus wurde 1910 mit einer Fassade im Stil des Neobarock durch den Architekten Wilhelm Kappeler für Herrn Karl Wetterau errichtet. | 1910 | 1989-09-26       | A 0073          |
| weitere Bilder | katholische Kirche, Heilig Kreuz                     | Liebigstraße 49 Karte                                         | Die Kirche wurde von 1914 bis 1916 als dreischiffige, neuromanische Basilika nach Entwürfen des Dortmunder Architekten Haus Homann in Ziegelmauerwerk errichtet. 1945 wurde sie bis auf den Turm durch einen Bombenangriff stark zerstört und von 1947 bis 1951 wieder aufgebaut. Ebenfalls zum Unterschutzstellungsumfang gehören das angrenzende Pfarrhaus sowie das ehem. Vikariegebäude. Beide wurden 1915 fertiggestellt. | 1914–1916                                                                                                  | 1989-09-26       | A 0074          |
| weitere Bilder | Wohnhaus                                             | Lindemannstraße 20 Karte                                      | Das Gebäude wurde 1904 durch den Architekten Wilhelm van Koten in der Formensprache der Reformarchitektur errichtet und anschließend veräußert. | 1904 | 1989-09-26       | A 0075          |
| weitere Bilder | Wohnhaus                                             | Lindemannstraße 24 Karte                                      | Das Wohnhaus gehört zu einer Reihe von Einfamilienhäusern, die zwischen 1902 und 1906 durch den Architekten Wilhelm van Koten in der Formensprache der Reformarchitektur errichtet und anschließend veräußert wurden. | 1902–1906                                                                                                  | 1989-09-26       | A 0076          |
| weitere Bilder | Wohnhaus                                             | Lindemannstraße 28 Karte                                      | Das Wohnhaus gehört zu einer Reihe von Einfamilienhäusern, die zwischen 1902 und 1906 durch den Architekten Wilhelm van Koten in der Formensprache der Reformarchitektur errichtet und anschließend veräußert wurden. | 1902–1904                                                                                                  | 1989-09-26       | A 0077          |
| weitere Bilder | Wohnhaus                                             | Lindemannstraße 30 Karte                                      | Das Wohnhaus gehört zu einer Reihe von Einfamilienhäusern, die zwischen 1902 und 1906 durch den Architekten Wilhelm van Koten errichtet und anschließend veräußert wurden. Im Dachaufbau wurde die Jahreszahl 1904 einbeschrieben. | 1902–1906                                                                                                  | 1989-09-26       | A 0078          |
| BW | Wohnhaus                                             | Lindemannstraße 32 Karte                                      | Das Wohnhaus gehört zu einer Reihe von Einfamilienhäusern, die zwischen 1902 und 1906 durch den Architekten Wilhelm van Koten errichtet und anschließend veräußert wurden. | 1902–1906                                                                                                  | 1989-09-26       | A 0079          |
| weitere Bilder | Möllerbrücke                                         | Lindemannstraße Möllerstraße Karte                            | Die eiserne Straßenbrücke wurde 1903 auf Quaderwiderlager und einem Quaderpfeiler erbaut. Die Pylonen und das schmiedeeiserne Geländer gehören mit zum Denkmalumfang. | 1903 | 1989-09-26       | A 0080          |
| weitere Bilder | Herbrechtsches Haus                                  | Ostenhellweg 1 Karte                                          | Das Wohn- und Geschäftshaus wurde 1906 und 1907 durch die Architektengemeinschaft Schmidtmann und Klump für die Geschwister Herbrecht erbaut. Die Bauherren mussten sich für die Niederlegung des Nachbarhauses Ostenhellweg 1 1/2 verpflichten, den Neubau in Form und Gestalt dem niederzureißenden Altbau anzupassen. Auf dem Feld über dem Architav ist daher eine – teilweise erhaltene – Inschrift zu sehen, die das Baudatum des Vorgängerbaues mit 1619 angibt. Stilistisch lehnen sich die Fassaden an die Zeit des Überganges der Hoch- zur Spätrenaissance an. | 1906–1907                                                                                                  | 1989-09-26       | A 0081          |
| weitere Bilder | evangelische Reinoldikirche                          | Ostenhellweg 2 Karte                                          | Nach einem Vorgängerbau aus der 2. Hälfte des 10. Jh. entstand die heutige Kirche um 1250 bis 1270. Von 1421 bis 1450 wurde der heutige Chor erbaut, die Sakristei stammt aus dem Jahr 1446. Nach Einsturz des Vorgängers wurde von 1662 bis 1701 der Turm errichtet. Bekannt sind die Monumentalfiguren aus Holz auf Steinpostamenten im Inneren der Kirche, die den heiligen Reinoldus (Anf. 14. Jh.) und Karl den Großen (um 1460) zeigen. | 1250–1270                                                                                                  | 1989-09-26       | A 0082          |
| weitere Bilder | Gaststätte Zum Ritter                                | Ostenhellweg 3 Karte                                          | Das Gebäude wurde 1805 als 'Haus Glocke' in der Formensprache der Neugotik errichtet und 1920 von dem Architekten Hugo Steinbach und dem Stadtbaurat Strobel für die Bank für Handel und Industrie umgebaut. 1926 erwarb die Ritterbrauerei das Haus und ließ es umbauen. 1950 wurde es nach Kriegsschäden mit klassizistischem Dreieckgiebel wieder aufgebaut. | 1805 | 1989-09-26       | A 0083          |
| weitere Bilder | Oberdorstfeld                                        | Sengsbank 1 Karte                                             | siehe Hauptartikel | 1912–1918                                                                                                  | 1989-09-26       | A 0084          |
| weitere Bilder | Wohn- und Geschäftshaus                              | Westenhellweg 83 Karte                                        | Das Gebäude wurde 1912 durch die Architekten Steinbach und Lutter als Geschäfts-, Büro- und Wohnhaus im Komplex mit dem nicht mehr existierenden Gebäude 'Kampstraße 80' erbaut. Der Neorenaissancebau wurde mit Stufengiebel unter anderem mit sich seitlich daran anlehnenden Fantasiegestalten geschmückt. | 1912 | 1989-09-26       | A 0085          |
| BW | Wohnhaus                                             | Wittener Straße 16 Karte                                      | Die Villa mit Arztpraxis wurde 1910 durch die Dortmunder Architekten Dietrich und Karl Schulze für den Arzt Dr. August Westermann errichtet. | 1910 | 1989-09-26       | A 0086          |
| BW | Wohn- und Geschäftshaus                              | Wittener Straße 18 Karte                                      | Das Gebäude wurde 1907 im Auftrage der Gemeindesparkasse Dorstfeld nach Plänen des Architekten Schmidtmann als Sparkasse für Dorstfeld neu errichtet. | 1907 | 1989-09-26       | A 0087          |
| [[Vorlage:Bilderwunsch/code!/C:51.517368,7.463759!/D: Wohn- und Geschäftshaus , Gnadenort 14 Königswall 8!/\|BW]]                                    | Wohn- und Geschäftshaus                              | Gnadenort 14 Königswall 8 Karte                               | Das Gebäude wurde 1912 unter Einfluss der städtischen „Statut gegen die Verunstaltung von Straßen und Plätzen“ gebaut, die dem Wunsch nach einer einheitlichen Gestaltung der Wallbebauung um den 1910 entstandenen Hauptbahnhof und die 1911 entstandene Hauptpost entsprang. | 1912 | 1989-10-16       | A 0102          |
| BW | ehem. Hauptpostamt                                   | Königswall 1 Karte                                            | Die Dortmunder Hauptpost wurde von dem Geheimen Baurat Buddeberg aus dem Berliner Reichspostamt entworfen und 1911 und 1912 erbaut. Unter Schutz steht nur die zum Wall gerichtete Hauptfassade. Trotz der Zitate aus der barocken und klassizistischen Repräsentationsarchitektur zeigt sie die Betonung der Architektur am Ende des Historismus um 1910 auf städtebaulich wirksamen Lösungen, die traditionelle Stadtarchitektur mit dem modernen Massenbau zu einer Einheit verbinden soll. | 1911–1912                                                                                                  | 1989-10-23       | A 0195          |
| weitere Bilder | katholische Kirche Maria Himmelfahrt                 | Amalienstraße 18 Karte                                        | Das Gebäude war der erste Kirchenbau in der Feldmark außerhalb der mittelalterlichen Stadtmauer und wurde von 1881 bis 1883 als dreischiffige neugotische Stufenhalle nach Plänen des Wiener Architekten Friedrich von Schmidt (Erbauer des Wiener Rathauses) errichtet. | 1881–1883                                                                                                  | 1989-10-23       | A 0196          |
| BW | Wohnhaus                                             | Kreuzstraße 103 Karte                                         | Das Gebäude wurde 1912 durch den Architekten Alfons Krüger für den Bauunternehmer Josef Solf errichtet. | 1912 | 1989-10-23       | A 0197          |
| [[Vorlage:Bilderwunsch/code!/C:51.512642,7.442213!/D: Wohn- und Geschäftshaus , Paulinenstraße 2 Rheinische Straße 108!/\|BW]]                       | Wohn- und Geschäftshaus                              | Paulinenstraße 2 Rheinische Straße 108 Karte                  | Das Gebäude wurde 1912 als Polizeistation mit Turnhalle durch die Architekten des Hochbauamtes und durch den bauleitenden Architekten Müller errichtet. | 1912 | 1989-10-23       | A 0198          |
| BW | ehem. Hof Starke                                     | Schmettowstraße 8/10 Karte                                    | Der ehem. Hof Starke wurde im Kern 1862 errichtet. In Abkehr vom traditionellen Hallenhaus erfolgte hier eine stärkere Differenzierung von Wohn- und Wirtschaftsteil. Das Wohnhaus knüpft stilistisch an spätklassizistische Traditionen an. | 1862 | 1989-10-23       | A 0199          |
| weitere Bilder | Wohnhaus                                             | Teutoburger Straße 24 Karte                                   | Das Wohnhaus wurde 1907 durch die Bauunternehmer Gebrüder Trösken für den Landvermesser Eduard Harting errichtet. 1950 wurde ein Treppenhaus an den Hofflügel angebaut. | 1907 | 1989-10-23       | A 0200          |
| weitere Bilder | Steinerner Turm                                      | Ardeystraße Karte                                             | Der vorgeschobener Wachtturm wurde im 14. Jd. außerhalb der Stadtmauer errichtet. Von seinem Beobachtungsstand aus wurden Warnsignale zur Reinoldikirche gegeben. Er liegt am Ende der Ardeystraße in der Nähe der Westfalenhalle. | 14. Jahrhundert                                                                                            | 1989-11-09       | A 0253          |
| weitere Bilder | Stadthaus mit zwei Erweiterungsbauten                | Friedensplatz 5 Kleppingstraße 33–43 Olpe 1 Südwall 2–4 Karte | Der Denkmalumfang besteht aus: a) Stadthaus (1898–1899), Friedensplatz 5 b) Erweiterungsbau I (1928–1932), Olpe 1, Kleppingstraße 33 c) Erweiterungsbau II (1953–1954), Kleppingstraße 35–43, Südwall 2–4 (Südwall 2–4 nur Außenarchitektur, konstruktives Innengerüst, 7. und 8. Stockwerk, beide Treppenhäuser mit Pförtnerloge am westlichen Treppenhaus sowie künstlerische Glasgestaltung im Erdgeschoss an der Südseite). Der Erweiterungsbau I (1928–1932) wurde nach Entwurf von Stadtbaurat Delfs errichtet. Der Erweiterungsbau II wurde von 1953 bis 1954 errichtet. Das Portal zeigt in der Mitte oben eine augenzwinkemde Eule, die wohl Rat und Verwaltung der Stadt bzw. deren Beschlüsse symbolisiert. Damit korrespondiert unten der Adler des Dortmunder Stadtwappens. Die übrigen acht Reliefs allegorisieren verschiedene Dortmunder Gewerbezweige und Einrichtungen: den Kohlebergbau, Maschinenbau, Eisenverhüttung, Stahlverarbeitung, eine Schmiede, das Bierbrauereiwesen, Vermessungswesen und den Verkehr. Im Innern ist die Ausstattung des Erweiterungsbaues in den öffentlichen Bereichen weitestgehend unverändert erhalten. Im foyerartigen Flur des Erdgeschosses zum Südwall befindet sich eine monochrome Verglasung mit gegenständlichen Motiven, die sich auf die Stadt Dortmund beziehen, Adler, Bergbau und Kirchen u. ä. | 1898–1899 (Stadthaus)                                                                                      | 1989-11-30       | A 0290          |
| weitere Bilder | Relikte der ehem. Zeche Dorstfeld                    | Wittener Straße 120 Karte                                     | Die Förderung der Zeche, die 1849 als 'Gewerkschaft Vereinigte Dorstfeld' gegründet wurde, begann 1852 auf Schacht 1. Die Zusammenlegung mit der Zeche 'Vereinigte Carlsglück & Planetenfeld' im Jahr 1889 kennzeichnete den Weg zur Großzeche. 1963 wurde die Zeche stillgelegt. Zum Unterschutzstellungsumfang gehören das ehem. Maschinenhaus aus dem Jahr 1870, das ehem. Verwaltungsgebäude aus der zweiten Bauphase ca. zwischen 1890–1906, das 1912 errichtete ehem. Werkstattgebäude und das ehem. Pförtnerhaus mit Markenkontrolle aus dem Jahr 1918. | 1849 | 1989-11-30       | A 0291          |
| weitere Bilder | Museum für Kunst und Kulturgeschichte                | Hansastraße 3 Karte                                           | Das Gebäude wurde von 1921 bis 1924 nach Entwurf von Hugo Steinbach als Stadtsparkasse errichtet. Von den ursprünglich zu beiden Seiten der Eingangstore in Nischen eingelassenen Figurengruppen des Dortmunder Bildhauers Fritz Bagdons ist nur noch die linke Gruppe, 'Die Trauernden', erhalten. Innenausstattung und Ornamentik waren ursprünglich im Stil des Art Deco gestaltet. Von 1978 bis 1983 erfolgte der Umbau zum Museum für Kunst und Kulturgeschichte nach Entwürfen des Architekten Werner Lehmann. Die Fassaden und die Rotunde des Ursprungsbaus blieben erhalten. | 1921–1924                                                                                                  | 1989-11-30       | A 0292          |
| weitere Bilder | Kinderklinik                                         | Beurhausstraße Wilhelmstraße Karte                            | 1927 wurde das Gebäude von Eckenrath & Schurig entworfen. Am 6. Juli 1928 erfolgte die Baugenehmigung, im September 1930 die Fertigstellung. Das Haus besteht aus der eigentlichen Klinik an der Wilhelmstraße, dem Schwesternhaus an der Beurhausstraße und der Infektionsabteilung im Hofflügel, die sich zwischen Klinik und Schwesternhaus hinzieht. | 1927 | 1989-11-30       | A 0293          |
| BW | Fritz-Henßler-Berufskolleg                           | Brügmannstraße 25/27 Karte                                    | Die Handwerker- und Kunstgewerbeschule wurde 1909 vom Städtische Hochbauamt der Stadt Dortmund, die Fortbildungsschule 1914 nach einem Wettbewerb von D. & K. Schulze entworfen. Beim Wiederaufbau blieben die Kernbauten weitestgehend erhalten. Von dem Flügel der alten Fortbildungsschule blieben nach Kriegseinwirkungen etwa 22 Meter erhalten. Diese verlängerte man um 19,30 Meter. Dieser „Anbau“ sollte weitestgehend auf den alten Fundamenten wieder aufgebaut werden. In der äußeren Gestaltung wurde die existierende Fassadengestaltung fortgeführt. Am ehesten lässt sich diese Wiederaufbauphase am Objekt durch die Stahlunterzüge feststellen, die sich von den ursprünglichen Eisenbetonunterzügen unterscheiden. Der Baukörper von 1909 wurde nach Südwesten um vier Achsen erweitert. Die Skulpturen am Eingang stammen von dem Dortmunder Bildhauer Fritz Bagdons, der selbst an der Schule lehrte, die Mosaikbilder von Prof. Huber-Feldkirch. Nicht unter Schutz steht der an der Handwerker- und Kunstgewerbeschule errichtete Nachkriegsanbau aus dem Jahr 1954. | 1909 | 1989-11-30       | A 0294          |
| weitere Bilder | Haus Schulte-Witten                                  | Dorstfelder Hellweg 44 Karte                                  | Der ehem. Schultenhof wurde bereits 1374 urkundlich erwähnt. Um 1600 erfolgte erstmalig die Erwähnung des Namens 'Schulte-Witten' als Besitzer des Schultenhofes. 1880 wurden das Herrenhauses und das Renteigebäudes errichtet. Das Renteigebäude ist die ehem. Gutsverwaltung des Hauses 'Schulte-Witten'. 1897 erfolgte sein Umbau mit Fassadengestaltung in neugotischen Formen (Tudorgotik). Das Herrenhaus erhielt 1913 bis 1915 seine endgültige Gestalt durch Erweiterungs- und Umbauarbeiten unter Verwendung von Formen des Neubarock und des Neuklassizismus durch die Architekten Gröpler, Feldmann und Müller. | 1880 | 1989-11-30       | A 0295          |
| weitere Bilder | Wohn- und Geschäftshaus                              | Markt 2/4 Karte                                               | Das Gebäude wurde 1914 durch die Dortmunder Architekten Steinbach und Lutter für den Apotheker Dr. A. Hültenschmidt errichtet. Es wurde im 2. Weltkrieg stark beschädigt, die heutige Dachlösung entstammt dem Wiederaufbau. Stilistisch lehnt sich das Gebäude an die deutsche Spätrenaissance an. Unter Schutz stehen nur das Äußere des Gebäudes sowie das notwendige konstruktive Innengerüst. | 1914 | 1989-12-07       | A 0306          |
| weitere Bilder | Handwerkskammer                                      | Reinoldistraße 7/9 Karte                                      | Das Gebäude wurde 1929 und 1930 als 'Haus des Handwerks' durch das Dortmunder Architektenbüro Strunck & Wentzler im Auftrag der Dortmunder Handwerkskammer errichtet. Erste Umbauten im Inneren erfolgten schon 1931. | 1929–1930                                                                                                  | 1990-01-18       | A 0309          |
| weitere Bilder | drei Kohleneindicker                                 | Heyden-Rynsch-Straße 32 Karte                                 | Die Kohleneindicker aus Beton gehörten zur ehem. Zeche Dorstfeld, Schacht 1/4, die von 1889 bis zu ihrer Stilllegung im Jahre 1964 existierte. Die Türme stammen vermutlich aus den 1920er Jahren und ähneln in ihrer äußeren Erscheinungsform den zu dieser Zeit gebauten Wassertürmen. Von der Kohlenwäsche der Zeche wurde der nach der Schwimmaufbereitung – durch welche die Kohle in strömendem Wasser bewegt und getrennt wurde – zurückbleibende Kohlenschlamm durch Rohre in die Trichter der Kohleneindicker gedrückt. Das Wasser gelangte in die Auffangbecken, der eingedickte Kohlenbrei selbst wurde in der Kokerei weiterverwendet. Ein weiteres erhaltenes Beispiel dieser Art ist für Westfalen nicht bekannt, sodass beiden Türmen durch ihren Seltenheitswert ganz besondere Bedeutung zukommt. | 1889 | 1990-01-22       | A 0317          |
| weitere Bilder | Verwaltungsgebäude                                   | Rheinische Straße 173 Karte                                   | Das Gebäude wurde von 1916 bis 1921 für die Deutsch-Luxemburgische Bergwerks- und Hütten-AG, Abteilung Dortmunder Union errichtet. Architekten waren: Reg.-Baumeister Meyer (Vorentwurf), D. & K. Schulze, Dortmund (Entwurf), Reg.-Baumeister Anton Dengler, München (Ausführung). Die statisch wirksame Konstruktion des Gebäudes ist ein ummanteltes Stahlskelett. Die Decken bestehen aus Hohlsteinen zwischen Stahlträgern. Ebenfalls aus Stahl ist der Dachstuhl. Das „Verdecken“ und „Ummauern“ des Stahlskeletts ist ein durchgängiges Bauprinzip im Verwaltungsgebäude der Hoesch-Union. Das monumentale Gebäude hat in dem 1911 und 1912 von Peter Behrens errichteten Verwaltungsgebäude der Mannesmann AG in Düsseldorf einen direkten Vorläufer. | 1916–1921                                                                                                  | 1990-01-22       | A 0327          |
| BW | ev. Altersheim, Theodor-Fliedner-Heim                | Wittekindstraße 98–102 Karte                                  | Das Gebäude wurde 1925 nach Entwürfen der Dortmunder Architekten D. & K. Schulze als Alters- und Rentnerheim für den Ev. Verein für Altersversorgung e. V. Dortmund errichtet. Die Gebäude sind als einheitliche städtebauliche Anlage auf den Krückenweg ausgerichtet, der als Fußgängerpromenade mitgestaltet wurde. | 1925 | 1990-01-22       | A 0328          |
| weitere Bilder | Wohnhaus                                             | Mittelstraße 6 Karte                                          | Das Gebäude wurde 1896 unter Verwendung von Elementen der Neorenaissance errichtet. | 1896 | 1990-02-13       | A 0356          |
| [[Vorlage:Bilderwunsch/code!/C:51.509611,7.446697!/D: Ascheplatz mit Brunnen, Trinkhalle, Bedürfnisanstalt , Barmer Straße Rittershausstraße!/\|BW]] | Ascheplatz mit Brunnen, Trinkhalle, Bedürfnisanstalt | Barmer Straße Rittershausstraße Karte                         | Brunnen und Trinkhalle wurden 1927 im Zuge der Verlegung des Wochanmarktes vom Hohen Wall zum Ascheplatz an der Rittershausstraße errichtet. Die Bedürfnisanstalt existierte schon vorher, ist aber nicht wesentlich älter. Stilistisch zeigen die Objekte Anklänge an expressionistische Architektur. | 1927 | 1990-03-13       | A 0363          |
| weitere Bilder | Siedlung Paulinenstraße                              | Paulinenstraße 1a, 1–13 (ungerade) Karte                      | 1858 wurde die Siedlung Paulinenstraße im Auftrag der Paulinenhütte gebaut. Es ist eine einheitlich geplante Arbeiterwohnanlage mit 8 Häusern, die von einem eigenen Treppenhaus erschlossen werden. | 1858 | 1990-04-09       | A 0367          |
| weitere Bilder | katholische Kirche St. Anna                          | Rheinische Straße 170–174 Karte                               | Das Gebäude entstand um die Jahrhundertwende im Zusammenhang mit der 1912 und 1913 errichteten Basilika 'St. Anna' und der Vikarie. Diese bildet mit den beidseitig angrenzenden, vorgezogenen Gebäuden des Pastorrats und der Vikarie einen Vorplatz mit bemerkenswerter Pflasterung. Die Kirche wurde 1912 und 1913 als dreischiffige Basilika mit Doppelturmfassade nach Entwürfen des Hagener Architekten Spelling errichtet und lässt sich von der Tektur her der Neuromanik zuordnen, während die Ornamentik Anklänge an Formen des Art Deco zeigt. Mit Pastorrats und Vikarie bildet die Fassade einen Vorplatz mit bemerkenswerter Pflasterung. Abgesehen von Kanzel und Triumphkreuz bezieht sich der Schutz nur auf die Außenarchitektur des Kirchenbaus. | 1912–1913                                                                                                  | 1990-04-23       | A 0369          |
| weitere Bilder | Commerzbank                                          | Hansaplatz 2 Karte                                            | 1930 und 1931 wurde das Gebäude von der Bauabteilung der Firma Rudolf Karstadt AG für den Dortmunder Bankverein errichtet. Das Gebäude ist in Eisenbeton ausgeführt und mit Muschelkalk und Tuffstein verkleidet. | 1930–1931                                                                                                  | 1990-04-24       | A 0370          |
| weitere Bilder | Wohnhaus                                             | Mittelstraße 4 Karte                                          | Das Gebäude wurde 1896 und 1897 nach Entwürfen des Architekten Carl Breuer errichtet. Die Fassade zeigt neobarocke Dekorationselemente. | 1896–1897                                                                                                  | 1990-04-25       | A 0372          |
| weitere Bilder | katholische Propsteikirche, Pfarr- und Wohnhaus      | Propsteihof 1–3 Karte                                         | Die Anlage gehört zu dem 1331 gegründeten, 1816 säkularisierten Dominikanerkloster. Unter Schutz steht die Kirche einschl. Kreuzgang, Pfarrhaus und Vikarie. Die dreijochige Hallenkirche hatte 1345 Chorweihe, 1458 Langhausweihe. Die zweijochige Andachtskapelle und ehem. Sakristei wurde nach 1331 errichtet und erhielt 1521 die Einwölbung. Im 2. Weltkrieg wurden Langhaus und Chor bis auf die Umfassungsmauern zerstört. Von 1953 bis 1966 erfolgte der Wiederaufbau. Das Nordschiff wurde dabei zu einem schmalen, tonnengewölbten Gang reduziert. Das Propsteigebäude an der Südseite mit gotischem Kreuzgangrest wurde fast vollständig erneuert. 1954 erfolgte die Rekonstruktion des Ostflügels, 1982 der moderne Wiederaufbau auf altem Grundriss des Südflügels. Das Pfarrhaus ist südlich im rekonstruierten Ostflügel integriert. Das Wohnhaus (Vikarie) wurde im neogotischen Stil errichtet. | 1331 | 1990-05-09       | A 0375          |
| weitere Bilder | Wohnhaus                                             | Teutoburger Straße 26 Karte                                   | Das Wohnhaus wurde 1907 für den Bauunternehmer Friedrich Trösken erbaut. 1907 wurde zudem ein Stallgebäude im Hof errichtet. | 1907 | 1990-05-09       | A 0377          |
| weitere Bilder | Altbau Karstadt                                      | Hansaplatz Karte                                              | 1904 erbaute der Architekt Otto Engler für die Fa. Althoff das erste Großwarenhaus am Westenhellweg. Zwischen 1910 und 1911 wurde der Erweiterungsbau nach den Entwürfen des Architekten Prof. Wilhelm Kreis vorgenommen. Der Erweiterungsbau wurde nach Vorbild des Wertheim-Erweiterungsbaues durch Messel in Berlin und Warenhaus Tietz von Olbrich in Düsseldorf gestaltet. 1963 wurde das Warenhaus 'Althoff' in 'Karstadt' umbenannt. | 1904 | 1990-08-28       | A 0392          |
| BW | Gedenksäule an die Nikolaikirche                     | Hansastraße Karte                                             | Die Gedenksäule wurde nach 1857 errichtet, 1898 erneuert und 1982 neu aufgestellt. Der kurzer Säulenstumpf war im 19. Jh. noch um etwa einen Meter höher. Das Denkmal erinnert an die alte, 1193 gegründete, romanisch-gotische Pfarrkirche St. Nikolai und bezeichnet seit seiner Neuaufstellung 1982 den ursprünglichen Standort des Hochalters inmitten des im Pflaster markierten gotischen polygonalen Chores. 1812 war die Kirche aus dem Jahr 1193 auf Befehl des napoleonischen Präfekten von Romberg gegen den Widerstand der Gemeinde auf Abbruch verkauft und abgerissen worden. | nach 1857                                                                                                  | 1990-10-05       | A 0401          |
| weitere Bilder | evangelische Kirche St. Nicolai                      | Lindemannstraße 72 Karte                                      | Die Kirche ist die erste Sichtbetonkirche Deutschlands im Stil der Neuen Sachlichkeit. Sie wurde 1929 und 1930 von Karl Pinno und Peter Grund auf keilförmigem Grundriss errichtet. | 1929–1930                                                                                                  | 1991-01-29       | A 0417          |
| weitere Bilder | katholische Kirche St. Karl Borromäus                | Fine-Frau-Straße 47/49 Karte                                  | Von 1926 bis 1927 wurde die monumentale Backsteinbasilika im Stil der Neuen Sachlichkeit errichtet. Das angrenzende Pfarrhaus ist in den Baukomplex integriert. | 1926–1927                                                                                                  | 1991-01-29       | A 0418          |
| BW | Wohn- und Geschäftshaus                              | Kleine Beurhausstraße 26 Karte                                | 1910 erwarb der Gastwirt August Windhagen das Grundstück und ließ es anschließend von dem Architekten Rudolf Winzer bebauen. Die Fassade vereint Neorenaissance-Formen mit überlagerten Jugendstilornamenten und Anklängen an die Reformarchitektur. | 1910 | 1991-10-24       | A 0508          |
| weitere Bilder | evangelische Petri-Kirche mit historischem Brunnen   | Petrikirchhof 1 Karte                                         | Die Kirche wurde 1320 als dreijochige Hallenkirche errichtet, der Westturm 1396 begonnen. 1752 wurden die Dächer und Gewölbe in Langhaus und Chor zerstört und 1758 dieser Bereich als barocke Halle wieder aufgebaut. 1867–68 wurde der Turm mit einem neugotischen Turmhelm versehen. Nach der Zerstörung bis auf die Außenmauern im 2. Weltkrieg erfolgte 1954–6719 der Wiederaufbau der Kirche. Hauptausstattungsstück ist der Antwerpener Schnitzaltar – auch „Goldenes Wunder Dortmunds“ genannt, der 1521 von der Antwerpener Lucas-Gilde für die ehem. Franziskanerkirche gefertigt und 1809 von der Petrigemeinde übernommen wurde. Weitere unter Schutz stehende Ausstattungen sind der spätgotische Taufstein und die Schnitzfiguren des 17. Jh. Zudem gehört der nordöstlich des Chores gelegene Brunnen zum Unterschutzstellungsumfang, dessen Standort historisch ist. | 1320 | 1983-11-17       | A 0547          |
| weitere Bilder | Rosenterrassen                                       | Strobelallee Karte                                            | Die Rosenterrassen gehören mit der 'Kampfbahn Rote Erde' zu einem Teil der Planung für ein Naherholungsgebiet, das Stadtbaurat Strobel in den 1920er Jahren als Volkspark erarbeitete und durchführte. Sie erinnern in ihrer Anlage an barocke Gartenarchitektur. | 1920 | 1992-05-29       | A 0553          |
| weitere Bilder | evangelische Kirche Dorstfeld                        | Hochstraße 10 Karte                                           | Die Kirche wurde von 1903 bis 1905 nach den Entwürfen des Elberfelder Architekten Arno Eugen Fritsche in Anlehnung an die norddeutsche Backsteingotik errichtet. Zum Denkmalumfang gehört die historische Innenausstattung, die Sauerorgel, die Außenanlage und die Einfriedung. | 1903–1905                                                                                                  | 1992-06-03       | A 0555          |
| weitere Bilder | Schüchtermann-Denkmal                                | Ostwall Karte                                                 | Das Denkmal wurde 1899 zu Ehren von Heinrich Schüchtermann als Stiftung der Stadt Dortmund errichtet. Schüchtermann wurde 1877 in die Versammlung der Stadtverordneten gewählt und setzte sich während seiner ehrenamtlichen Tätigkeit im Stadtrat Dortmund dafür ein, dass der Bau des Dortmund-Ems-Kanals und die erste elektrische Straßenbahn vorangetrieben wurde. Sein soziales Engagement schlug sich auch in der Errichtung des Dortmunder Josefinenstifts nieder. Heinrich Schüchtermann starb am 20. April 1895 und wurde in der Familiengruft auf dem Dortmunder Ostfriedhof bestattet. Er war Ehrenbürger der Stadt Dortmund. | 1899 | 1992-10-08       | A 0562          |
| weitere Bilder | Presseamt                                            | Friedensplatz 3 Karte                                         | Das Gebäude wurde 1879 auf dem Gelände des Beurhaus-Hofs als Militär- und Bezirkskommando sowie Zeughaus für das preußische Heer erbaut. Die Dachzone wurde um 1950 verändert. | 1879 | 1992-10-08       | A 0563          |
| weitere Bilder | Westfalenhalle I                                     | Rheinlanddamm 200 Karte                                       | Die Halle für Massenveranstaltungen wurde 1951 und 1952 von Walter Höltje anstelle der kriegszerstörten Vorgängerhalle errichtet. Mit zum Denkmalumfang gehört das „U“. Diese Werbeanlage der Dortmunder Union Brauerei AG wurde 1960 beantragt, jedoch wegen Genehmigungsschwierigkeiten erst zwischen 1967 und 1968 installiert. | 1951–1952                                                                                                  | 1993-02-02       | A 0570          |
| weitere Bilder | Gesundheitshaus                                      | Hövelstraße 8 Karte                                           | Das ehem. Dortmunder Gesundheitshaus wurde 1956 bis 1961 in zwei Bauabschnitten als multifunktionales Gesundheitshaus errichtet. Die Planung erfolgte über den Dortmunder Architekten Will Schwarz. | 1956–1961                                                                                                  | 1993-02-02       | A 0571          |
| weitere Bilder | Deutsche Bank                                        | Betenstraße 11 Karte                                          | Das Gebäude wurde nach Entwurf des Architekten und Baumeisters Gustav Maiweg im Auftrag der Essener Creditanstalt/Dortmund errichtet. Zunächst war es als Verwaltungs- und Bankhaus mit Wohnetage konzipiert, seit den 1920er Jahren wurde es ausschließlich als Bahngebäude genutzt. Nach starken Beschädigungen im 2. Weltkrieg erfolgten Mitte der 1960er und 1970er Jahre umfangreiche Um- und Erweiterungsmaßnahmen. Daher stehen nur die Fassade und das konstruktive Innengerüst in der Zeitstellung 1895 unter Schutz. | 1895 | 1993-03-24       | A 0576          |
| weitere Bilder | Fernmeldeamt                                         | Westenhellweg 127 Karte                                       | Das Gebäude ist ein bedeutendes Beispiel eines expressionistisch geprägten Großbaus der 1920er Jahre. Die Denkmaleigenschaft erstreckt sich auf den gesamten Altbau mit seiner historischen baukonstruktiven Struktur. | 1920 | 1993-05-26       | A 0587          |
| BW | Wohn- und Geschäftshaus                              | Hansastraße 24 Karte                                          | Das Gebäude wurde nach Entwurf des Architekten Adolf Ott im Auftrag der Witwe von Moritz Kaufmann 1928 errichtet. 1949 wurde das Erdgeschoss zu einem Arkadengang umgestaltet, 1958 der rückwärtige Anbau errichtet. | 1928 | 1993-06-03       | A 0589          |
| weitere Bilder | Wohn- und Geschäftshaus                              | Ostenhellweg 56/58 Karte                                      | Das Gebäude wurde 1912 für den Kaufmann Carl Reuthe nach Entwurf des Architekten Hans Homann errichtet. Der Fassadenschmuck zeigt eine klassizistische Formensprache modifiziert durch Formen des Art Deco. Nur die Außenfassade oberhalb des Erdgeschosses mit konstruktivem Innengerüst steht unter Schutz. | 1912 | 1993-06-04       | A 0591          |
| weitere Bilder | Wohn- und Geschäftshaus                              | Ostenhellweg 60 Karte                                         | Das Gebäude wurde 1912 von dem Architekten Max Lorf für den Rechtsanwalt Hans Brand entworfen. | 1912 | 1993-06-17       | A 0594          |
| weitere Bilder | Wohn- und Geschäftshaus                              | Dorstfelder Hellweg 13 Karte                                  | Das Gebäude wurde Ende des 19. Jh. errichtet. Nachweislich ist es seit 1918 im Besitz des Pferdehändlers Louis Rosenberg. Der zugehörige Pferdestall mit Kutscherwohnung und die Remise wurden 1972 abgetragen. | Ende 19. Jahrhundert                                                                                       | 1993-06-05       | A 0608          |
| weitere Bilder | Wohn- und Geschäftshaus                              | Dorstfelder Hellweg 15 Karte                                  | Das Gebäude wurde 1899 im Auftrag des Bäckermeisters und späteren Gastwirtes Franz Velmerig errichtet. | 1899 | 1993-06-05       | A 0609          |
| weitere Bilder | Wohn- und Geschäftshaus                              | Dorstfelder Hellweg 17 Karte                                  | Das 1888 im Auftrag des Bäckermeisters und späteren Gastwirts Franz Velmerig errichtete Wohn- und Geschäftshaus zeigt Fassadenschmuck im Stil der Renaissance. | 1888 | 1993-06-05       | A 0610          |
| weitere Bilder | Wohn- und Geschäftshaus                              | Dorstfelder Hellweg 19 Karte                                  | Das Gebäude wurde 1885 im Auftrag des Landwirts Dietrich Sobbe zu Coerne vom Architekten F. Wienholt entworfen. | 1885 | 1993-06-05       | A 0611          |
| weitere Bilder | Wohn- und Geschäftshaus                              | Dorstfelder Hellweg 21 Karte                                  | Das Gebäude wurde gegen Ende des 19. Jahrhunderts mit Fassadenschmuck im Stil der Renaissance errichtet. | Ende 19. Jahrhundert                                                                                       | 1993-06-05       | A 0612          |
| weitere Bilder | Wohn- und Geschäftshaus                              | Dorstfelder Hellweg 22 Karte                                  | Das Gebäude wurde vom Architekten Paul Baumeister 1901 im Auftrag des Kaufmanns Carl Paesler mit Fassadenschmuck im Stil der Renaissance errichtet. | 1901 | 1993-06-05       | A 0613          |
| BW | Wohnhaus                                             | Sternstraße 46 Karte                                          | Das Gebäude wurde 1911 im Auftrag des Privatmannes und Rentiers Eduard Nuesske vom Architekten Heinrich Schewe errichtet. | 1911 | 1993-06-15       | A 0615          |
| BW | Wohn- und Geschäftshaus                              | Dorstfelder Hellweg 23 Karte                                  | Der Kern des Gebäudes stammt aus dem Jahr 1881 und wurde nach Entwurf des Architekten F. Wienholt im Auftrag des Schmiedemeisters Gustav Reincke errichtet. Als nachfolgender Eigentümer ließ der Kaufmann und spätere Wirt Heinrich Starke jun. durch den Architekten Feldhagen ein zweites Obergeschoss nebst Kniestock errichten und baute das Gebäude 1904, 1905 u. 1909 zum Wohn- und Geschäftshaus um. | 1881 | 1993-06-15       | A 0616          |
| weitere Bilder | Wohn- und Geschäftshaus                              | Dorstfelder Hellweg 24 Karte                                  | Das Gebäude wurde für den Kaufmann Carl Paesler nach Entwürfen des Architekten Paul Baumeister 1901 errichtet. Es zeigt Fassadenschmuck in Motiven des Jugendstils und der Spätgotik. | 1901 | 1993-06-15       | A 0617          |
| weitere Bilder | Wohn- und Geschäftshaus                              | Dorstfelder Hellweg 26 Karte                                  | Das Gebäude wurde für den Kaufmann Carl Paesler nach Entwürfen des Architekten Paul Baumeister 1901 errichtet. Es zeigt Fassadenschmuck in Motiven verschiedener Stilepochen. | 1901 | 1993-06-15       | A 0618          |
| weitere Bilder | Wohn- und Geschäftshaus                              | Dorstfelder Hellweg 28 Karte                                  | Das Gebäude wurde für den Buchhändler Wilhelm Schmidt nach Entwürfen des Architekten Paul Baumeister 1904 errichtet. Es zeigt reichen Fassadenschmuck in Motiven des Jugendstils. | 1904 | 1993-06-15       | A 0619          |
| weitere Bilder | Wohn- und Geschäftshaus                              | Dorstfelder Hellweg 30 Karte                                  | Bauherr des um 1900 entstandenen Wohn- und Geschäftshauses war der Postsekretär Otto Reinberg. Im befand sich ursprünglich die Kaiserliche Post. | 1900 | 1993-06-15       | A 0620          |
| weitere Bilder | Wohn- und Geschäftshaus                              | Dorstfelder Hellweg 32 Karte                                  | Das Gebäude wurde vor 1896 für den Kaufmann Carl Paesler errichtet. | vor 1896                                                                                                   | 1993-06-15       | A 0621          |
| weitere Bilder | Wohn- und Geschäftshaus                              | Dorstfelder Hellweg 34 Karte                                  | Das Gebäude wurde um 1900 für den Zahntechniker Wilhelm Oeking errichtet. | 1900 | 1993-06-15       | A 0622          |
| weitere Bilder | Wohn- und Geschäftshaus                              | Dorstfelder Hellweg 36 Karte                                  | Das Wohn- und Geschäftshaus wurde um 1890 in historischer Formensprache im Auftrag des Malers und Anstreichermeisters Wilhelm Schmale erbaut. 1907 wurde die Werkstatt angebaut. | 1890 | 1993-06-15       | A 0623          |
| weitere Bilder | Vehoff-Haus                                          | Ostenhellweg 5 Karte                                          | Das Gebäude wurde 1904 und 1905 im Auftrag des Kaufmannes Friedrich Krüger im Stil der Spätrenaissance erbaut. Es wurde von dem Architekten Theodor Klaas entworfen und von C. Krengel federführend errichtet. | 1904–1905                                                                                                  | 1993-08-04       | A 0637          |
| BW | Wohn- und Geschäftshaus                              | Wilhelmplatz 10 Karte                                         | Das Gebäude wurde um 1900 mit Fassadendekoration in Schmuckformen der Neorenaissance errichtet. | um 1900 | 1993-08-04       | A 0638          |
| weitere Bilder | Wohn- und Geschäftshaus                              | Hansastraße 26/28 Karte                                       | Das Gebäude wurde 1925 von dem Architekten Hugo Heinemann für den Kaufmann Heinrich Nohlen errichtet. | 1925 | 1993-08-09       | A 0645          |
| weitere Bilder | ehem. Vereinshaus und Ledigenheim der Kreuzpfarrei   | Essener Straße 8/10 Karte                                     | Das Gebäude wurde 1925 von den Dortmunder Architekten Eckenrath & Schurig für die Kath. Kreuzpfarrei entworfen. Unter Schutz steht die Außenarchitektur mit konstruktivem Innengerüst sowie beide Treppenhäuser und beide Wohnungen im 1. Obergeschoss des Gebäudes Nr. 8. | 1925 | 1993-08-12       | A 0650          |
| weitere Bilder | Wohn- und Geschäftshaus                              | Thusneldastraße 5 Karte                                       | Das Gebäude entstand vor der Wende vom 19. zum 20. Jahrhundert im Auftrag des Gutsbesitzers Wilhelm Pott. | Ende 19. Jahrhundert                                                                                       | 1993-08-31       | A 0651          |
| BW | Wohnhaus                                             | Thusneldastraße 3 Karte                                       | Das Wohn- und Gasthaus wurde von 1901 bis 1905 im Auftrag des Gutsbesitzert Wilhelm Pottmit Fassadendekorationen mit historistischen Stilelementen errichtet. | 1901–1905                                                                                                  | 1993-08-31       | A 0652          |
| BW | Wohn- und Geschäftshaus                              | Wilhelmplatz 8 Karte                                          | Das Gebäude wurde 1907 im Auftrag des Zahntechnikers und Barbiers Wilhelm Oeking von dem Architekten August Kress errichtet. | 1907 | 1993-08-31       | A 0653          |
| weitere Bilder | ehem. Hof Poth                                       | Schmettowstraße 3 Karte                                       | Das an den Wirtschaftsflügel anschließende Wohngebäude des ehem. Hofes Pott wurde 1901 grundlegend umgebaut. | 1901 | 1993-08-31       | A 0654          |
| weitere Bilder | Hochkeller Union Brauerei                            | Brinkhoffstraße Rheinische Straße Karte                       | Das Hochhaus der Unionbrauerei wurde 1927 nach Plänen der Architekten Walter und Emil Moog, Frankfurt, vom Dortmunder Bauunternehmen Wiemer & Trachte als Gär- und Lagerhochhaus der Dortmunder Union Brauerei AG errichtet. Seit den Jahren nach dem 2. Weltkrieg ist das Gebäude in jede Himmelsrichtung mit einem 12,50 Meter hohen, beleuchtbaren „U“ als Symbol der Dortmunder Union-Brauerei besetzt. Der Denkmalumfang umfasst das gesamte Hochhaus einschließlich des U-Symbols. Hinzu kommt der sogenannte 'Auerbachs Keller', ein seit 1971 als Restaurationsraum genutzter Keller mit Kreuzgratgewölben über Säulen mit Fantasiekapitellen. | 1927 | 1993-10-12       | A 0662          |
| BW | ehem. Scheune                                        | Schmettowstraße 1 Karte                                       | Die Scheune gehörte zum ehem. Hof des Gutsbesitzers Pott und wurde in der 2. Hälfte des 19. Jh. errichtet. Die schräge Wand ergab sich durch den Grundstückszuschnitt. | 1850-1900                                                                                                  | 1993-11-23       | A 0668          |
| BW | Wohnhaus                                             | Wörthstraße 2–6 Karte                                         | Das aus drei Wohnhäusern bestehende Eckgebäude wurde 1907 im Auftrag des Bäckermeisters Franz Velmering nach Entwurf des Essener Architekten Otto Hoddenkamp unter der Bauleitung des Unternehmers und Architekten August Kress aus Dortmund mit sparsamer Fassadendekoration in klassizistischer Formensprache errichtet. | 1907 | 1993-11-23       | A 0669          |
| BW | Wohnhaus                                             | Kreuzstraße 36 Karte                                          | Das Gebäude wurde 1908 im Auftrag des Bürogehilfen Friedrich Möller mit Dekor in barocken Formen modifiziert durch Elemente des Jugendstils errichtet. Der Vorgarten steht nicht unter Schutz. | 1908 | 1994-02-01       | A 0673          |
| BW | Wohnhaus                                             | Kreuzstraße 38 Karte                                          | Das Gebäude wurde 1909 im Auftrag des Stuckateurs und Baumaterialienhändlers Egidius Henseler unter der Leitung des Dortmunder Architekten Wilhelm Kappeler mit Dekor in barocken Formen errichtet. Der Vorgarten steht nicht unter Schutz. | 1909 | 1994-02-02       | A 0674          |
| BW | Wohnhaus                                             | Neuer Graben 11 Karte                                         | Das Gebäude wurde 1907 und 1908 im Auftrag des Architekten Max Buschmann mit Dekor im Stil des Barock, modifiziert durch klassizistische Elemente errichtet. | 1907–1908                                                                                                  | 1994-05-26       | A 0683          |
| BW | Wohnhaus                                             | Kleine Beurhausstraße 16 Karte                                | Das Gebäude wurde 1909 im Auftrag des Bauunternehmers Ferdinant Budenz mit Fassadendekor im Stil der Renaissance und des Barock errichtet. | 1909 | 1994-05-27       | A 0684          |
| BW | Wohnhaus                                             | Hollestraße 13 Karte                                          | Das Gebäude wurde 1911 nach Entwürfen des Bauherren, Bauunternehmer Julius Scheele, errichtet. | 1911 | 1994-05-27       | A 0685          |
| BW | Wohnhaus                                             | Hollestraße 15 Karte                                          | Das Gebäude wurde 1911 nach Entwürfen des Bauherren, Bauunternehmer Robert Seidle, bis zur ersten Etage fertiggebaut und dann vom Bauunternehmer Julius Scheele als neuer Eigentümer zu Ende gebaut. | 1911 | 1994-05-27       | A 0686          |
| BW | Wohnhaus                                             | Sternstraße 48 Karte                                          | Das Gebäude wurde 1911 im Auftrag des Privatmannes und Rentiers Eduard Nuesske vom Architekten Heinrich Schewe errichtet. | 1911 | 1994-05-27       | A 0687          |
| BW | Wohnhaus                                             | Redtenbacherstraße 28 Karte                                   | Das ursprünglich dreigeschossige Gebäude wurde 1902 und 1903 im Auftrag des Polizeikommissars Müller errichtet. | 1902–1903                                                                                                  | 1994-06-24       | A 0696          |
| BW | Wohnhaus                                             | Fächerstraße 1 Karte                                          | Das Gebäude wurde 1909 und 1910 durch den Bauunternehmer Ferdinant Budenz für den Dachdeckermeister Wilhelm Wienand im Stil des Neobarock errichtet. | 1909–1910                                                                                                  | 1994-06-24       | A 0697          |
| BW | Wohnhaus                                             | Fächerstraße 3 Karte                                          | Das Gebäude wurde 1910 und 1911 durch den Bauunternehmer Ferdinant Budenz für den Bauherren Franz Josef Grosse errichtet. | 1910–1911                                                                                                  | 1994-06-24       | A 0698          |
| BW | Wohnhaus                                             | Fächerstraße 5 Karte                                          | Das Gebäude wurde 1910 durch den Bauunternehmer Ferdinand Budenz für den Bauherren Franz Josef Schön errichtet. Unter Schutz stehen die Außenarchitektur und das konstruktive Innengerüst der Zeitstellung vor 1910. | 1910 | 1994-06-24       | A 0699          |
| weitere Bilder | Wohn- und Geschäftshaus                              | Adlerstraße 95 Karte                                          | Das Gebäude wurde 1902 durch den Architekten Wilhelm Richter für die Bauherren Wirriger Ernst und A. Richter mit Fassaden im Stil der Neogotik, die tlw. an Tudorgotik erinnert, gebaut. Unter Schutz steht nur die Außenarchitektur mit dem konstruktiven Innengerüst, das Treppenhaus und die Wohnungstüren aus der Erbauungszeit. | 1902 | 1994-06-24       | A 0700          |
| weitere Bilder | Wohn- und Geschäftshaus                              | Adlerstraße 97 Karte                                          | Das Gebäude wurde 1902 durch den Architekten Wilhelm Richter für die Bauherrn Wirriger, Ernst und A. Richter im Stil der deutschen Neorenaissance errichtet. Unter Schutz steht die Außenarchitektur mit dem konstruktiven Innengerüst und das Treppenhaus mit Wohnungstüren aus der Erbauungszeit. | 1902 | 1994-06-24       | A 0701          |
| weitere Bilder | Wohn- und Geschäftshaus                              | Adlerstraße 88 Karte                                          | Das Gebäude wurde 1899 für den Bauherrn Oscar Wolfram im Stil der deutschen Neorenaissance erbaut. Der Jugendstilanbau an der Adlerstraße wurde 1906 für die damaligen Bauherren Wirringer, Ernst und A. Richter von dem Architekten Wilhelm Richter entworfen. | 1899 | 1994-06-24       | A 0702          |
| BW | Wohnhaus                                             | Fächerstraße 9 Karte                                          | Das Gebäude wurde 1910 und 1911 durch den Bauunternehmer Ferdinand Budenz für den Bauherren Heinrich Frenzen errichtet. Unter Schutz stehen die Außenarchitektur und das konstruktive Innengerüst der Zeitstellung 1909. | 1910–1911                                                                                                  | 1994-06-24       | A 0703          |
| BW | Wohnhaus                                             | Johannesstraße 28 Karte                                       | Bauherr und Architekt dieses von 1895 bis 1896 entstandenen Gebäudes waren Düchting & Jänisch. 1896 wurde eine Veranderan der Rückseite angebaut, die 1903 auf drei Geschosse erweitert wurde, zusätzlich erfolgte ein dreigeschossiger Anbau links. | 1895–1896                                                                                                  | 1994-08-18       | A 0705          |
| BW | Wohnhaus                                             | Kreuzstraße 89 Karte                                          | Das Gebäude wurde 1912 im Auftrag des Architekten Heinrich Bußmann durch das Architekturbüro Bußmann & Jacobi errichtet. Die Straßenfront ist im Stil der Reformarchitektur sparsam dekoriert. | 1912 | 1994-08-23       | A 0707          |
| [[Vorlage:Bilderwunsch/code!/C:51.507439,7.453537!/D: Wohn- und Geschäftshaus , Friedrichstraße 87/89 Hollestraße 11!/\|BW]]                         | Wohn- und Geschäftshaus                              | Friedrichstraße 87/89 Hollestraße 11 Karte                    | Der Baublock wurde 1924 im Auftrag der Dortmunder Gemeinnützigen Siedlungsgesellschaft mit Fassadengestaltung in der sog. Reformarchitektur errichtet. Unter Schutz stehen die Außenarchitektur und das konstruktive Innengerüst. | 1924 | 1994-08-23       | A 0708          |
| BW | Wohnhaus                                             | Hollestraße 31 Karte                                          | 1910 wurde das Gebäude im Auftrag des Klemptnermeisters Franz Schroeder durch den Unternehmer Ferdinand Budenz errichtet. Ab März 1910 war der Installateur Franz Petersmann neuer Eigentümer. Das Fassadendekor wurde aus mehreren Stilelementen zusammengesetzt. | 1910 | 1994-08-23       | A 0709          |
| BW | Wohn- und Geschäftshaus                              | Kleine Beurhausstraße 14 Karte                                | Das Gebäude wurde 1909 im Auftrag des Bauunternehmers Ferdinand Budenz errichtet. | 1909 | 1994-08-23       | A 0710          |
| BW | Wohnhaus                                             | Kleine Beurhausstraße 18 Karte                                | Das Gebäude wurde 1909 im Auftrag des Bauunternehmers Ferdinand Budenz errichtet. | 1909 | 1994-08-23       | A 0711          |
| BW | Wohn- und Geschäftshaus                              | Kleine Beurhausstraße 22 Karte                                | Das Gebäude wurde 1909 und 1910 von dem Bauunternehmer Ferdinand Budenz für Dr. August Wilms errichtet. | 1909–1910                                                                                                  | 1994-08-23       | A 0712          |
| BW | Wohn- und Geschäftshaus                              | Kleine Beurhausstraße 24 Karte                                | Das Gebäude wurde 1910 und 1911 von dem Bauunternehmer Ferdinand Budenz für August Windhagen errichtet. | 1910–1911                                                                                                  | 1994-08-23       | A 0713          |
| BW | Wohn- und Geschäftshaus                              | Mittelstraße 12 Karte                                         | Das Gebäude wurde 1897 durch den Maurermeister Christian Walpurgis erbaut. Die ehem. Durchfahrt wurde 1927 durch einen Ladeneinbau geschlossen. | 1897 | 1994-09-19       | A 0718          |
| BW | Wohn- und Geschäftshaus                              | Kleine Beurhausstraße 12 Karte                                | Das Gebäude wurde von Bauunternehmer Ferdinand Budenz 1909 geplant und errichtet. Unter Schutz stehen die Außenarchitektur und das konstruktive Innengerüst in der Zeitstellung von 1909. | 1909 | 1994-09-19       | A 0720          |
| BW | Wohnhaus                                             | Redtenbacherstraße 22 Karte                                   | Das Gebäude wurde 1903 mit Fassadendekoration mit Jugendstilornamentik errichtet. Der Bauherr war Heinrich Wietfeld. | 1903 | 1994-09-19       | A 0721          |
| BW | Wohnhaus                                             | Redtenbacherstraße 26 Karte                                   | Das Gebäude wurde 1902 und 1903 mit Fassadendekoration im Jugendstil im Auftrag des Polizeikommissars Müller errichtet. | 1902–1903                                                                                                  | 1994-09-19       | A 0722          |
| BW | Wohnhaus                                             | Redtenbacherstraße 24 Karte                                   | Das Gebäude wurde 1903 errichtet. Der Bauherr war Heinrich Wietfeld. | 1903 | 1994-09-19       | A 0723          |
| BW | Wohn- und Geschäftshaus                              | Kleine Beurhausstraße 20 Karte                                | 1903 und 1910 wurde das Gebäude durch Bauunternehmer Ferdinand Budenz errichtet. | 1903–1910                                                                                                  | 1994-09-23       | A 0724          |
| BW | Oberdorstfeld                                        | Knappenstraße 21 Karte                                        | Das Gebäude wurde 1917 errichtet und gehört zum Haustyp D 3. Anm. 1 | 1917 | 1995-06-12       | A 0753          |
| BW | Oberdorstfeld                                        | Knappenstraße 40 Karte                                        | Das Gebäude wurde 1917 und 1918 errichtet und gehört zum Haustyp D 10. Anm. 1 | 1917–1918                                                                                                  | 1995-06-12       | A 0754          |
| BW | Oberdorstfeld                                        | Am Rode 2 Karte                                               | Das Gebäude wurde 1913 errichtet und gehört zum Haustyp D 4. Anm. 1 | 1913 | 1995-06-12       | A 0756          |
| weitere Bilder | Oberdorstfeld                                        | Am Rode 6 Karte                                               | Das Gebäude wurde 1913 errichtet und gehört zum Haustyp D 4. Anm. 1 | 1913 | 1995-06-12       | A 0757          |
| weitere Bilder | Oberdorstfeld                                        | Am Rode 18 Karte                                              | Das Gebäude wurde 1913 und 1914 errichtet und gehört zum Haustyp C 2. Anm. 1 | 1913–1914                                                                                                  | 1995-06-12       | A 0758          |
| weitere Bilder | Oberdorstfeld                                        | Lange Fuhr 18 Karte                                           | Das Gebäude selbst gehört zum Haustyp D 2. Anm. 1 | 1913–1919                                                                                                  | 1995-06-12       | A 0759          |
| BW | Oberdorstfeld                                        | Lange Fuhr 54 Karte                                           | Das Gebäude wurde 1913 und 1914 errichtet und gehört zum Haustyp B 7. Anm. 1 | 1913–1914                                                                                                  | 1995-06-12       | A 0760          |
| BW | Oberdorstfeld                                        | Kometenstraße 7 Karte                                         | Das Gebäude wurde 1914 errichtet und gehört zum Haustyp D 1. Anm. 1 | 1914 | 1995-06-12       | A 0761          |
| BW | Oberdorstfeld                                        | Kometenstraße 8 Karte                                         | Das Gebäude wurde 1914 errichtet und gehört zum Haustyp D 10. Anm. 1 | 1914 | 1995-06-12       | A 0762          |
| BW | Oberdorstfeld                                        | Kometenstraße 10 Karte                                        | Das Gebäude wurde 1914 errichtet und gehört zum Haustyp D 10. Anm. 1 | 1914 | 1995-06-12       | A 0763          |
| BW | Oberdorstfeld                                        | Kometenstraße 16 Karte                                        | Das Gebäude selbst gehört zum Haustyp B 4. Anm. 1 | 1913–1919                                                                                                  | 1995-06-12       | A 0764          |
| weitere Bilder | Oberdorstfeld                                        | Fritz-Funke-Straße 15 Karte                                   | Das Gebäude wurde 1914 errichtet und gehört zum Haustyp D 13. Anm. 1 | 1914 | 1995-06-12       | A 0765          |
| weitere Bilder | Oberdorstfeld                                        | Fritz-Funke-Straße 16 Karte                                   | Das Gebäude wurde 1914 errichtet und gehört zum Haustyp C 2. Anm. 1 | 1914 | 1995-06-12       | A 0766          |
| weitere Bilder | Oberdorstfeld                                        | Fritz-Funke-Straße 39 Karte                                   | Das Gebäude selbst gehört zum Haustyp D 10. Anm. 1 | 1913–1919                                                                                                  | 1995-06-12       | A 0767          |
| weitere Bilder | Oberdorstfeld                                        | Fritz-Funke-Straße 42 Karte                                   | Das Gebäude selbst gehört zum Haustyp D 4. Anm. 1 | 1913–1919                                                                                                  | 1995-06-12       | A 0768          |
| weitere Bilder | Oberdorstfeld                                        | Fritz-Funke-Straße 55 Karte                                   | Das Gebäude wurde 1914 errichtet und gehört zum Haustyp D 15. Anm. 1 | 1914 | 1995-06-12       | A 0769          |
| weitere Bilder | Oberdorstfeld                                        | Fritz-Funke-Straße 56 Karte                                   | Das Gebäude wurde 1914 errichtet und gehört zum Haustyp D 4. Anm. 1 | 1914 | 1995-06-12       | A 0770          |
| weitere Bilder | Oberdorstfeld                                        | Sengsbank 3 Karte                                             | Das Gebäude wurde 1917 errichtet und gehört zum Haustyp D 4. Anm. 1 | 1917 | 1995-06-12       | A 0771          |
| BW | Oberdorstfeld                                        | Knappenstraße 10 Karte                                        | Das Gebäude wurde 1915 errichtet und gehört zum Haustyp C 4. Anm. 1 | 1915 | 1995-06-12       | A 0772          |
| BW | Oberdorstfeld                                        | Sengsbank 21 Karte                                            | Das Gebäude wurde 1917 und 1918 errichtet und gehört zum Haustyp D 13. Anm. 1 | 1917–1918                                                                                                  | 1995-06-12       | A 0773          |
| BW | Oberdorstfeld                                        | Sengsbank 27 Karte                                            | Das Gebäude wurde 1917 und 1918 errichtet und gehört zum Haustyp D 13. Anm. 1 | 1917–1918                                                                                                  | 1995-06-12       | A 0774          |
| BW | Oberdorstfeld                                        | Sengsbank 33 Karte                                            | Das Gebäude wurde 1917 errichtet und gehört zum Haustyp D 4. Anm. 1 | 1917 | 1995-06-12       | A 0775          |
| weitere Bilder | Oberdorstfeld                                        | Wittener Straße 190 Karte                                     | Das Gebäude gehört zum Haustyp C 5. Anm. 1 | 1913–1919                                                                                                  | 1995-06-12       | A 0777          |
| weitere Bilder | Oberdorstfeld                                        | Wittener Straße 208 Karte                                     | Das Gebäude wurde 1913 und 1914 errichtet und gehört zum Haustyp B 2. Anm. 1 | 1913–1914                                                                                                  | 1995-06-12       | A 0778          |
| BW | Oberdorstfeld                                        | Wittener Straße 223 Karte                                     | Das Gebäude wurde 1913 errichtet und gehört zum Haustyp D 4. Anm. 1 | 1913–1919                                                                                                  | 1995-06-12       | A 0779          |
| BW | Oberdorstfeld                                        | Wittener Straße 230 Karte                                     | Das Gebäude wurde 1913 errichtet und gehört zum Haustyp D 1. Anm. 1 | 1913 | 1995-06-12       | A 0780          |
| BW | Oberdorstfeld                                        | Wittener Straße 254 Karte                                     | Das Gebäude gehört zum Haustyp D 15. Anm. 1 | 1913 | 1995-06-12       | A 0781          |
| weitere Bilder | Oberdorstfeld                                        | Wittener Straße 272 Karte                                     | Das Gebäude wurde 1918 und 1919 errichtet und gehört zum Haustyp C 3. Anm. 1 | 1918–1919                                                                                                  | 1995-06-12       | A 0783          |
| BW | Oberdorstfeld                                        | Wittener Straße 288 Karte                                     | Das Gebäude gehört zum Haustyp C 4. Anm. 1 | 1913–1919                                                                                                  | 1995-06-12       | A 0784          |
| weitere Bilder | Oberdorstfeld                                        | Hügelstraße 8 Karte                                           | Das Gebäude gehört zum Haustyp C 6. Anm. 1 | 1913–1919                                                                                                  | 1995-06-12       | A 0785          |
| BW | Oberdorstfeld                                        | Hügelstraße 10 Karte                                          | Das Gebäude wurde errichtet und gehört zum Haustyp C 6. Anm. 1 | 1913–1919                                                                                                  | 1995-06-12       | A 0786          |
| weitere Bilder | Oberdorstfeld                                        | Hügelstraße 26 Karte                                          | Das Gebäude wurde 1914 errichtet und gehört zum Haustyp B 7. Anm. 1 | 1914 | 1995-06-12       | A 0787          |
| weitere Bilder | Oberdorstfeld                                        | Hügelstraße 28 Karte                                          | Das Gebäude gehört zum Haustyp C 4. Anm. 1 | 1913–1919                                                                                                  | 1995-06-12       | A 0788          |
| weitere Bilder | Oberdorstfeld                                        | Hügelstraße 30 Karte                                          | Das Gebäude gehört zum Haustyp C 4. Anm. 1 | 1913–1919                                                                                                  | 1995-06-12       | A 0789          |
| weitere Bilder | Oberdorstfeld                                        | Hügelstraße 38 Karte                                          | Das Gebäude gehört zum Haustyp D 14. Anm. 1 | 1913–1919                                                                                                  | 1995-06-12       | A 0790          |
| weitere Bilder | Oberdorstfeld                                        | Dickebankstraße 12 Karte                                      | Das Gebäude wurde 1914 errichtet und gehört zum Haustyp D 12. Anm. 1 | 1914 | 1995-06-12       | A 0791          |
| weitere Bilder | Oberdorstfeld                                        | Dickebankstraße 34 Karte                                      | Das Gebäude wurde 1914 errichtet und gehört zum Haustyp D 4. Anm. 1 | 1914 | 1995-06-12       | A 0793          |
| weitere Bilder | Oberdorstfeld                                        | Karlsglückstraße 1 Karte                                      | Das Gebäude wurde 1913 und 1914 errichtet und gehört zum Haustyp B 3. Anm. 1 | 1913–1914                                                                                                  | 1995-06-12       | A 0794          |
| weitere Bilder | Oberdorstfeld                                        | Karlsglückstraße 10 Karte                                     | Das Gebäude wurde 1914 errichtet und gehört zum Haustyp C 2. Anm. 1 | 1914 | 1995-06-12       | A 0795          |
| weitere Bilder | Oberdorstfeld                                        | Karlsglückstraße 29 Karte                                     | Das Gebäude wurde 1913 und 1914 errichtet und gehört zum Haustyp C 5. Anm. 1 | 1913–1914                                                                                                  | 1995-06-12       | A 0796          |
| weitere Bilder | Oberdorstfeld                                        | Zechenstraße 20 Karte                                         | Das Gebäude wurde 1917 errichtet und gehört zum Haustyp C 7. Anm. 1 | 1917 | 1995-06-12       | A 0798          |
| weitere Bilder | Oberdorstfeld                                        | Zechenstraße 29 Karte                                         | Das Gebäude gehört zum Haustyp D 7. Anm. 1 | 1913–1919                                                                                                  | 1995-06-12       | A 0799          |
| weitere Bilder | Oberdorstfeld                                        | Zechenstraße 36 Karte                                         | Das Gebäude wurde 1917 errichtet und gehört zum Haustyp D 7. Anm. 1 | 1917 | 1995-06-12       | A 0800          |
| BW | Oberdorstfeld                                        | Zechenstraße 37 Karte                                         | Das Gebäude wurde 1917 errichtet und gehört zum Haustyp B 3. Anm. 1 | 1917 | 1995-06-12       | A 0801          |
| BW | Oberdorstfeld                                        | Zechenstraße 39 Karte                                         | Das Gebäude wurde 1917 errichtet und gehört zum Haustyp B 3. Anm. 1 | 1917 | 1995-06-12       | A 0802          |
| weitere Bilder | Oberdorstfeld                                        | Zechenstraße 42 Karte                                         | Das Gebäude wurde 1917 errichtet und gehört zum Haustyp D 11. Anm. 1 | 1917 | 1995-06-12       | A 0803          |
| BW | Oberdorstfeld                                        | Zechenstraße 46 Karte                                         | Das Gebäude wurde 1917 errichtet und gehört zum Haustyp D 11. Anm. 1 | 1917 | 1995-06-12       | A 0804          |
| weitere Bilder | Oberdorstfeld                                        | Zechenstraße 51 Karte                                         | Das Gebäude wurde 1917 errichtet und gehört zum Haustyp D 14. Anm. 1 | 1917 | 1995-06-12       | A 0805          |
| weitere Bilder | Oberdorstfeld                                        | Zechenstraße 58 Karte                                         | Das Gebäude wurde 1917 errichtet und gehört zum Haustyp B 3. Anm. 1 | 1917 | 1995-06-12       | A 0806          |
| weitere Bilder | Oberdorstfeld                                        | Zechenstraße 59 Karte                                         | Das Gebäude wurde 1917 errichtet und gehört zum Haustyp B 3. Anm. 1 | 1917 | 1995-06-12       | A 0807          |
| weitere Bilder | Oberdorstfeld                                        | Zechenstraße 63 Karte                                         | Das Gebäude wurde 1917 errichtet und gehört zum Haustyp D 10. Anm. 1 | 1917 | 1995-06-12       | A 0808          |
| weitere Bilder | Oberdorstfeld                                        | Zechenstraße 71 Karte                                         | Das Gebäude wurde 1917 errichtet und gehört zum Haustyp D 10. Anm. 1 | 1917 | 1995-06-12       | A 0809          |
| weitere Bilder | Oberdorstfeld                                        | Zechenstraße 73 Karte                                         | Das Gebäude wurde 1917 errichtet und gehört zum Haustyp D 1. Anm. 1 | 1917 | 1995-06-12       | A 0811          |
| weitere Bilder | Oberdorstfeld                                        | Zechenstraße 79 Karte                                         | Das Gebäude wurde 1917 errichtet und gehört zum Haustyp D 1. Anm. 1 | 1917 | 1995-06-12       | A 0812          |
| weitere Bilder | Oberdorstfeld                                        | Zechenstraße 81 Karte                                         | Das Gebäude wurde 1917 errichtet und gehört zum Haustyp C 7. Anm. 1 | 1917 | 1995-06-12       | A 0813          |
| BW | Oberdorstfeld                                        | Zechenstraße 83 Karte                                         | Das Gebäude wurde 1917 errichtet und gehört zum Haustyp C 7. Anm. 1 | 1917 | 1995-06-12       | A 0814          |
| BW | Oberdorstfeld                                        | Zechenstraße 84 Karte                                         | Das Gebäude wurde 1917 errichtet und gehört zum Haustyp D 13. Anm. 1 | 1917 | 1995-06-12       | A 0815          |
| BW | Oberdorstfeld                                        | Zechenstraße 91 Karte                                         | Das Gebäude wurde 1917 errichtet und gehört zum Haustyp C 7. Anm. 1 | 1917 | 1995-06-12       | A 0817          |
| BW | Oberdorstfeld                                        | Zechenstraße 92 Karte                                         | Das Gebäude wurde 1917 errichtet und gehört zum Haustyp D 9. Anm. 1 | 1917 | 1995-06-12       | A 0818          |
| BW | Oberdorstfeld                                        | Zechenstraße 118 Karte                                        | Das Gebäude wurde 1917 errichtet und gehört zum Haustyp D 7. Anm. 1 | 1917 | 1995-06-12       | A 0819          |
| BW | Oberdorstfeld                                        | Zechenstraße 128 Karte                                        | Das Gebäude wurde 1917 errichtet und gehört zum Haustyp D 13. Anm. 1 | 1917 | 1995-06-12       | A 0821          |
| BW | Oberdorstfeld                                        | Zechenstraße 134 Karte                                        | Das Gebäude wurde 1917 errichtet und gehört zum Haustyp D 13. Anm. 1 | 1917 | 1995-06-12       | A 0822          |
| BW | Oberdorstfeld                                        | Knappenstraße 8 Karte                                         | Das Gebäude wurde 1917 errichtet und gehört zum Haustyp C 4. Anm. 1 | 1917 | 1995-10-23       | A 0836          |
| BW | Oberdorstfeld                                        | Am Rode 16 Karte                                              | Das Gebäude wurde 1917 errichtet und gehört zum Haustyp D 10. Anm. 1 | 1917 | 1995-10-23       | A 0837          |
| BW | Oberdorstfeld                                        | Wittener Straße 244 Karte                                     | Das Gebäude wurde 1917 errichtet und gehört zum Haustyp C 3. Anm. 1 | 1917 | 1995-10-23       | A 0838          |
| weitere Bilder | ehem. Pädagogische Akademie                          | Lindemannstraße 84/86 Rheinlanddamm 203 Karte                 | Das Hauptgebäude wurde 1929 als Pädagogische Akademie von Regierungsbaurat Paul Fehmer errichtet. Größe, Raumprogramm und Gestaltungsprinzipien folgten den Reformvorstellungen der Lehrerausbildung, die in den 1920er Jahren eine der wichtigsten Aufgaben der deutschen Bildungspolitik war. Unter Schutz steht: die ehem. Pädagogische Akademie, das ehem. Direktorenwohnhaus mit Gartenmauer und Pavillon, die Gartenfläche an der Akademie und die Steinfigur 'Korbträgerin' aus den 1950er Jahren. | 1929 | 1996-12-17       | A 0842          |
| weitere Bilder | Wohnhaus                                             | Harnackstraße 11 Karte                                        | Das Gebäude wurde 1898 von Maurermeister und Bauunternehmer Wilhelm Blome im Stil des Neobarock erbaut. | 1898 | 1997-02-17       | A 0846          |
| weitere Bilder | ehem. Rentei von Haus Schulte-Witten                 | Wittener Straße 3 Karte                                       | 1897 erfolgte der durchgreifender Umbau eines vorhandenen Gebäudes zur Rentei von Haus Schulte-Witten. Mit dem Umbau erhielt das Gebäude seine von neugotischen Stilelementen geprägte Putzfassade. Im Erdgeschoss wurden die ursprünglichen Wandöffnungen teilweise zu großen Schaufenstern verändert. | 1897 | 1997-02-17       | A 0847          |
| weitere Bilder | Wohnhaus                                             | Hohe Straße 131 Karte                                         | Das Gebäude wurde 1904 errichtet. Unter Denkmalschutz stehen die Außenarchitektur und das konstruktive Innengerüst aus der Erbauungszeit. | 1904 | 1997-08-13       | A 0852          |
| BW | Wohnhaus                                             | Sonnenstraße 144 Karte                                        | Das Gebäude wurde 1908 von der Firma Schwarz & Bellwinkel für Dr. jur. August Wilms errichtet. Der Anbau an der Rückseite rechts steht mit unter Denkmalschutz. | 1908 | 1997-10-01       | A 0856          |
| BW | Wohnhaus                                             | Sonnenstraße 146 Karte                                        | Das Gebäude wurde 1908 für Dr. jur. August Wilms von der Firma Schwarz & Bellwinkel errichtet. | 1908 | 1997-10-01       | A 0857          |
| BW | Wohnhaus                                             | Sonnenstraße 148 Karte                                        | Das Gebäude wurde 1908 nach Planung des Dortmunder Architekturbüros Meyer & Strauss für den Bauunternehmer Andreas Harkotte errichtet. Gliederung und Schmuckelemente sind in der Formensprache des Spätbarock und des Frühklassizismus gestaltet worden. | 1908 | 1997-11-05       | A 0858          |
| BW | Wohnhaus                                             | Sonnenstraße 150 Karte                                        | Das Gebäude wurde 1908 für den Bauunternehmer Andreas Harkotte nach Plänen des Dortmunder Architekturbüros Meyer & Strauss errichtet. | 1908 | 1997-11-05       | A 0859          |
| BW | Wohnhaus                                             | Sonnenstraße 84 Karte                                         | Das Gebäude wurde 1903 für den Gastwirt und Privatier Peter Overdick von dem Architekten Paul Baumeister errichtet worden. | 1903 | 1997-11-11       | A 0860          |
| weitere Bilder | Wohnhaus                                             | Hohe Straße 129 Karte                                         | Das Gebäude wurde 1904 bis 1906 errichtet. | 1904–1906                                                                                                  | 1997-12-17       | A 0865          |
| weitere Bilder | Wohnhaus                                             | Hohe Straße 133 Karte                                         | Das Gebäude wurde 1904 errichtet. | 1904 | 1997-12-17       | A 0866          |
| weitere Bilder | Film-Casino                                          | Ostenhellweg 23/25 Rosental 4 Karte                           | Das Geschäftshaus und Lichtspieltheater 'Film-Casino' wurde 1955 und 1956 nach Planung des Architekten August Wittmann errichtet. Im Erdgeschoss befindet ein Ladenbereich, im Obergeschoss der Kinosaal mit Foyer und Nebenräumen. In Foyer und Saal ist großteils noch die Originalausstattung erhalten. Unter Denkmalschutz stehen: die bauliche Anlage oberhalb des Erdgeschosses, das konstruktive Innengerüst des Erdgeschosses, die Passagenführung einschließlich der als Element der 1950er Jahre zu erkennenden Schaufensteranlage und der gesamte Kinobereich mit wandfester Ausstattung und ursprünglicher Bestuhlung ohne Programmkino, Glastrennwand zwischen Treppenhaus und Foyer und den jüngeren baulichen Veränderungen im Thekenbereich. | 1955–1956                                                                                                  | 1998-07-01       | A 0873          |
| weitere Bilder | Jugendamt                                            | Ostwall 64 Karte                                              | Das Gebäude wurde von der Krankenversicherungsanstalt AG Handwerk, Handel und Gewerbe von 1953 bis 1955 nach Plänen von Walter Höltje und Alfred Kalmbacher errichtet. Der Verbindungstrakt wurde 1960 um ein Geschoss aufgestockt, das Nebengebäude 1968 um zwei Geschosse. Der Denkmalumfang besteht aus der Außenarchitektur, dem konstruktiven Innengerüst und dem Erdgeschosssaal des Zwischentraktes mit wandfester Ausstattung. | 1953–1955                                                                                                  | 1998-09-28       | A 0879          |
| BW | Wohnhaus                                             | Sonnenstraße 82 Karte                                         | Das Mietwohnhaus wurde von 1900 bis 1903 erbaut. Der Baubeginn erfolgte durch Polizeiinspektor Bernhard Richard, vollendet wurde es für den Gastwirt Peter Overdick. Bauplanung und Ausführung übernahm die Firma Schulte. | 1900–1903                                                                                                  | 1998-10-29       | A 0881          |
| BW | Wohnhaus                                             | Kreuzstraße 99 Karte                                          | Das Gebäude wurde 1910 durch den Architekten Wilhelm Kappler mit einer Fassade im Stil des Neobarock für Herrn Carl Bode errichtet. | 1910 | 1998-12-18       | A 0889          |
| weitere Bilder | Wohnhaus                                             | Harnackstraße 19 Karte                                        | Das Gebäude wurde 1898 durch den Bauunternehmer Wilhelm Blome in zum Neobarock tendierenden Formen errichtet. Unter Schutz stehen die Außenarchitektur und das konstruktive Innengerüst aus der Erbauungszeit. | 1898 | 1999-05-31       | A 0896          |
| weitere Bilder | Wohnhaus                                             | Harnackstraße 4 Karte                                         | Das Gebäude wurde 1898 und 1899 durch den Bauunternehmer Christian Walpurgis errichtet. Unter Schutz stehen die Außenarchitektur und das konstruktive Innengerüst aus der Erbauungszeit. | 1898–1899                                                                                                  | 1999-07-26       | A 0897          |
| weitere Bilder | Wohnhaus                                             | Harnackstraße 22 Karte                                        | Das Gebäude wurde 1900 durch den Bauunternehmer Wilhelm Blome in historistischen Formen errichtet. Es war als Doppelhaus mit Nr. 24 und spiegelbildlichen Fassaden geplant. Unter Schutz stehen die Außenarchitektur und das konstruktive Innengerüst aus der Erbauungszeit. | 1900 | 1999-07-26       | A 0898          |
| weitere Bilder | Wohnhaus                                             | Harnackstraße 21 Karte                                        | Das Gebäude wurde 1900 durch den Dortmunder Architekten Max Lorf im Jugendstil errichtet. Unter Schutz stehen die Außenarchitektur und das konstruktive Innengerüst aus der Erbauungszeit. | 1900 | 1999-07-26       | A 0899          |
| weitere Bilder | Wohnhaus                                             | Harnackstraße 13 Karte                                        | Das Gebäude wurde 1898 durch den Bauunternehmer Wilhelm Blome errichtet. Unter Schutz steht nur die Außenarchitektur und das konstruktive Innengerüst aus der Erbauungszeit. | 1898 | 1999-07-26       | A 0903          |
| weitere Bilder | Dortberghaus                                         | Katharinenstraße 9 Karte                                      | Das Gebäude wurde 1937 und 1938 von der Gelsenkirchener Bergwerks-AG erbeut. Der Entwurf stammt von Emil Rudolf Mewes. Im Osten des Hofes wurde ein Treppenhaus in der Formensprache der 1950er Jahre angefügt. Aus dieser Zeit stammt auch der innenliegende Paternoster. | 1937–1938                                                                                                  | 1999-08-04       | A 0906          |
| BW | Wohnhaus                                             | Nederhoffstraße 19 Karte                                      | Das Gebäude wurde 1906 und 1907 durch die Bauunternehmer Bode und Rustemeier errichtet. Die Dekoration der Straßenseite erfolgte mit historisierenden Elementen und solchen des Jugendstils. Unter Schutz stehen nur die Außenarchitektur und das konstruktive Innengerüst aus der Erbauungszeit. | 1906–1907                                                                                                  | 1999-10-13       | A 0907          |
| BW | Wohnhaus                                             | Nederhoffstraße 16 Karte                                      | Das Gebäude wurde 1907 durch das Baugeschäft Heinrich Lessmann errichtet. Unter Schutz stehen nur die Außenarchitektur und das konstruktive Innengerüst aus der Erbauungszeit. | 1907 | 1999-10-13       | A 0910          |
| weitere Bilder | Wohnhaus                                             | Harnackstraße 10 Karte                                        | Das Gebäude wurde 1900 durch Wilhelm Blome errichtet. Unter Schutz stehen die Außenarchitektur und das konstruktive Innengerüst. | 1900 | 1999-10-13       | A 0912          |
| weitere Bilder | ehem. Ruhrkohle Bergbau AG                           | Silberstraße 22 Karte                                         | Das Gebäude wurde 1950 bis 1951 in den Formen der gemäßigten Moderne der 1950er Jahre errichtet. Bauherr und Architekt war die Hauptbauabteilung der Harpener Bergbau AG, Dortmund. | 1950–1951                                                                                                  | 2002-06-24       | A 0941          |
| weitere Bilder | Fritz-Henßler-Haus                                   | Bornstraße 1 Karte                                            | Der Gebäudekomplex wurde 1955 bis 1956 als Haus der Jugend und Haus der Bildung im Stil der 1950er Jahre von den Architekten Fido Spröde und Dieter Gerlach errichtet. Im Innenhof gehören Bodenbelag und eingetieftes Wasserbecken in der Struktur zum Denkmalumfang, sind jedoch in der materiellen Substanz erneuert. Erhalten ist eine kleine blockartige Wasserskulptur neben der Tür zum Nordflügel. Unter dem teils immergrünen, teils laubabwerfenden Baum- und Strauchbewuchs ist eine Paulownia von beträchtlicher Größe hervorzuheben, die in die Liste des schützenswerten Baumbestands in Dortmund eingetragen ist. Das nachträglich in der Südwestecke des Hofes eingebaute Podium gehört nicht zum Denkmalumfang. Der Denkmalumfang bezieht sich insgesamt auf das Innere und Äußere des gesamten Gebäudes, die oben genannte Innenhofgestaltung, die 'Turm-Plastik' von Helga Wendhut-Bresan, die originale Raumaufteilung im Inneren, die wandfeste Ausstattung des Gebäudes und die detaillierte Ausstattung des Saals. | 1955–1956                                                                                                  | 2005-07-29       | A 0967          |
| weitere Bilder | evangelische Kirche St. Marien                       | Marienkirchhof 1 Karte                                        | Die spätromanische Pfeilerbasilika wurde um 1220 erbaut. Seit 1805 fehlt der nördliche der über den westlichen Seitenschiffjochen errichteten Türme. Der romanische Chor wurde 1370 durch einen spätgotischen zweijochigen Raum mit fünfseitigem Schluss ersetzt. Der Marienaltar stammt von Conrad von Soest. Unter Schutz stehen neben dem Gebäude die historische Innenausstattung und das Inventar. | um 1220 | 2005-07-26       | A 0968          |
| BW | Wohnhaus                                             | Rheinische Straße 146 Karte                                   | Das Gebäude wurde 1870 von dem Ökonom Friedrich Starke errichtet. Unter Schutz stehen die Außenarchitektur und das konstruktive Innengerüst aus der Erbauungszeit. | 1870 | 1983-06-30       | A 1000          |
| BW | Wohnhaus                                             | Rheinische Straße 141 Karte                                   | Der Eigentümer des Gebäudes war 1881 H. Kramberg, der Eigentümer der Stern-Brauerei. Die Baupläne hat als „Techniker“ Maurermeister Carl Lepping unterschrieben. Das Wohnhaus zeigt noch weitgehend die Züge des Spätklassizismus, die im Detail aber bereits dem Einfluss der Neorenaissance unterliegen. | 1881 | 2006-06-06       | A 1001          |
| BW | Jüdischer Friedhof Dorstfeld                         | Twerskuhle Karte                                              | Der jüdische Friedhof in Dorstfeld wurde 1843 angelegt. Auf dem Friedhof befinden sich 54 Grabsteine. Der Friedhof zeigt anschaulich die Friedhofskultur des jüdischen Glaubens, bei der die Unversehrtheit des Grabes Priorität hat und die Gräber so den Gang der Zeit erkennen lassen. Er liegt in der Nähe der Twerskuhle 1. | 1843 | 2006-09-05       | A 1007          |
| weitere Bilder | Kommunalfriedhof Dorstfeld                           | Twerskuhle Karte                                              | Der historische Teil des Friedhofes ist seit 1790 belegt. Der älteste erhaltene Grabstein stammt aus dem Jahr 1843, eine Stele im klassizistischen Stil für Dietrich Schulte-Witten. Unter Schutz steht der gesamte historische Teil (sog. Bauernfriedhof) begrenzt von der S-Bahn-Trasse entlang des Hauptweges im Westen, im Norden der erste vom Hauptweg abzweigende Querweg weitergeführt bis zur Friedhofsmauer, im Osten die Friedhofsmauer bis zum Mausoleum Woulff und von dort eine nach Westen führende Linie bis zum vom Hauptweg abzweigendem zweiten Querweg und diesen entlang bis zum Hauptweg. Zudem stehen das Kriegerdenkmal von 1934 in Feld 2, die Kriegsgräber von 1914 bis 1918, der Gedenkstein von 1866 in Feld 5c und das Denkmal zur Erinnerung an ein Bergwerksunglück von 1925 unter Schutz. | 1790 (erstmalige Nutzung) 1934 (Kriegerdenkmal) 1914–1918 (Kriegsgräber) 1866 (Gedenkstein) 1925 (Denkmal) | 2006-10-04       | A 1017          |
| weitere Bilder | Westpark                                             | Möllerstraße Karte                                            | Es handelt sich um den ehem. Westfriedhof, der 1811 als erster städtischer Friedhof vor den Toren der Stadt angelegt wurde. Es folgten der Ostfriedhof, der Südwestfriedhof und der Nordfriedhof. Nach einem Beschluss von 1912, die Dortmunder Friedhöfe landschaftlich auszugestalten, zeigte er bereits 1917 einen parkähnlichen Charakter. 1931 wurde er als Friedhof gänzlich geschlossen. Zum Denkmalumfang gehören der Baumbestand, die Wegeführung, das Gefallenen-Ehrenmal von 1931 für die Opfer vom 10. Juni 1923, das Kriegerdenkmal 'Schlafender Löwe' von 1869 und 16 Einzeldenkmäler, zum Beispiel: Overbeck, Wilhelm: Dortmunder Persönlichkeit, Industriepionier und Kaufmann im 19. Jahrhundert, Grabmal: liegende Grabplatte, 1818 und Peter Lübke: Dortmunder Persönlichkeit, Elementarlehrer im 19. Jahrhundert, Grabmal: Pultstein, 1879. | 1869 (Schlafender Löwe) 1931 (Ehrenmal)                                                                    | 2007-03-30       | A 1031          |
| weitere Bilder | Wohnhaus                                             | Harnackstraße 1 Karte                                         | Das Gebäude wurde 1897 bis 1898 von Christian Walpurgis mit Fassadengestaltung in den Formen der Neorenaissance gebaut. Unter Schutz stehen die Außenarchitektur und das konstruktive Innengerüst aus der Erbauungszeit. | 1897–1898                                                                                                  | 2007-04-12       | A 1032          |
| weitere Bilder | Sportanlage                                          | Schwimmweg 2 Karte                                            | Das Volksbad wurde als Teil des Volksparks, von dem Theodor-Fliedner-Heim (1925), die Kleingartenanlage Ardeyblick, die Westfalenhalle (Großsporthalle 1925, Neubau nach Kriegszerstörung 1951–1952), die Rosenterrassen (1925–1927), das Stadion Rote Erde (1925–1926) mit Übungsfeldern, das Freibad Volkspark (1926–1927), das Licht- und Luftbad (bauliche Anlage 1932, Neubau 1955), Volkswiesen, Tennisplätze, Straßen und Wege verwirklicht wurden, im Zuge des zu Beginn des 20. Jahrhunderts vermehrten kommunalen Sportanlagenbaus von Stadtbaurat Strobel im Geiste der 1920er Jahre, jedoch stilistisch im Heimatstil geplant. Zum Denkmalumfang gehören Frei- und Verkehrsflächen, Gebäude und bauliche Anlagen. | 1925 | 2007-06-13       | A 1034          |
| weitere Bilder | Südfriedhof                                          | Große Heimstraße 119 Karte                                    | Der Südfriedhof ist einer der Dortmunder Friedhöfe, die aufgrund der Bevölkerungsexplosion während der Industriellen Revolution außerhalb des alten Innenstadtbereiches entstanden. Ab 1893 fanden hier Grablegungen statt. 1912 beschloss die Dortmunder Stadtverordnetenversammlung die städtischen Friedhöfe auch als Parkanlage zu nutzen. Auch der Südwestfriedhof wurde im Zuge dessen dementsprechend verändert. Unter Schutz stehen: das Verwalterhaus von 1893, das Eingangstor an der großen Heimstraße, die Einfriedung, der Erinnerungsstein an die erste Beerdigung auf diesem Friedhof von 1893 und 35 Einzelgrabmäler bis 1926, darunter ein Mausoleum aus dem Jahr 1926. | 1893 (Verwalterhaus)                                                                                       | 2007-10-09       | A 1035          |
| weitere Bilder | ehem. WestLB                                         | Kampstraße 45/47 Karte                                        | Das Gebäude wurde zwischen 1975 und 1977 von Harald Deilmann für die WestLB errichtet. Der Denkmalumfang umfasst die gesamte Außenarchitektur und innen das konstruktive Gerüst und die erhaltenen Treppenaufgänge, zudem die bauzeitliche wandfeste Ausstattung, insbesondere das Foyer mit dem OpArt-Kunstwerk des Künstlers Yaacov Agam und die Betonwangentreppe, die Schalterhalle mit den eingehängten Kapseln der Besprechungsräume, die Sitzungsräume in der Direktionsetage im 2. Obergeschoss, die Pförtnerlogen mit Aufzugs-Vorbereich und die erhaltenen Mitarbeiterspinde in den darüberliegenden Bürogeschossen, der bauzeitliche Besprechungsbereich im 4. Obergeschoss und der in diesem Geschoss erhaltene Stehtisch des ehem. Pausenbereichs sowie die Ausstattung der Kantine im 7. Obergeschoss einschl. des abgetrennten Bereichs für leitende Mitarbeiter. | 1975–1977                                                                                                  | 2014-03-31       | A 1051          |
| BW | ehem. Postscheckamt                                  | Hoher Wall 11 Karte                                           | Das Gebäude entstand 1951 bis 1953 als Vertreter der sachlichen Architektur der 1950er Jahre in Stahlskelettbauweise. Mit der Planung hatte die Oberpostdirektion Dortmund den Postbaurat Schineis beauftragt. Die vor dem Gebäude aufgestellte Pferdeskulptur mit Brunnen von 1955 stammt von dem Künstler Willy Meller. Das Denkmal umfasst das Äußere und Innere der bauzeitlichen Gesamtanlage. Zum Denkmalumfang gehören die Frei- und Grünfläche vor dem Gebäude am hohen Wall sowie die Pferdeskulpturen mit Brunnen. | 1951–1953                                                                                                  | 2015-06-09       | A 1054          |
| BW | Wohnhaus                                             | Lindemannstraße 18 Karte                                      | Das Gebäude wurde 1904 durch den Architekten Wilhelm van Koten in der Formensprache der Reformarchitektur errichtet und anschließend veräußert. Der Denkmalumfang des Hauses bezieht sich auf das Äußere und Innere sowie die wandfeste Ausstattung aus der Bauzeit. | 1904 | 2015-07-06       | A 1056          |
| BW | ehem. Landeszentralbank                              | Hiltropwall 16 Karte                                          | Das durch den Architekten Wilhelm Kreis errichtete Gebäude stellt einen traditionell-konservativen Verwaltungsbau der 1950er Jahre dar. Unter Schutz stehen das Äußere und Innere des Bankgebäudes in seiner Gestaltung der Erbauungszeit 1951 bis 1953, zudem die Einfriedungsmauern und die Treppenanlagen aus der Erbauungszeit und die beiden bauzeitlichen Außenleuchten an den seitlichen Treppenhäusern, ebenso die 1953 aufgestellte Figur der Fortuna von Gerhard Marcks. | 1951–1953                                                                                                  | 2021-02-24       | A 1062          |
| BW | ehem. Hermannschule                                  | Adlerstraße 44 Karte                                          | Das Gebäude wurde 1954 nach Plänen des Dortmunder Architekten Bruno Haupt an gleicher Stelle wie sein Vorgängerbau aus dem Jahre 1896 errichtet. Es stellt eine der frühesten Wiederaufbauleistungen im Dortmunder Schulprogramm nach dem Zweiten Weltkrieg dar. | 1954 | 2022-12-22       | A 1064          |
| BW | ehem. Walzendreherei Hoesch                          | Huckarder Straße Karte                                        | Die zweischiffige Halle in Stahlständer- und Fachwerkkonstruktion wurde in den Jahren 1924 bis 1926 errichtet. | 1924–1926                                                                                                  | 2024-06-17       | A 1067          |

Ehemalige Baudenkmäler
| Bild | Bezeichnung   | Lage            | Beschreibung                                                           | Bauzeit | Eingetragen seit | Denkmal- nummer |
| ---- | ------------- | --------------- | ---------------------------------------------------------------------- | ------- | ---------------- | --------------- |
|      | Oberdorstfeld | Zechenstraße 86 | Das Gebäude wurde in den 2010er Jahren als Baudenkmal gelöscht. Anm. 1 |         |                  | A 0816          |